# Liste des marques et fabricants de matériel photographique
- Haut – A
- B
- C
- D
- E
- F
- G
- H
- I
- J
- K
- L
- M
- N
- O
- P
- Q
- R
- S
- T
- U
- V
- W
- X
- Y
- Z

Cet article présente une liste des marques et fabricants de matériel photographique.

## 3
- 3-Dimension technology Ltd ( Hong Kong)
- 3M Company (Saint-Paul, Minnesota,  États-Unis)

## A

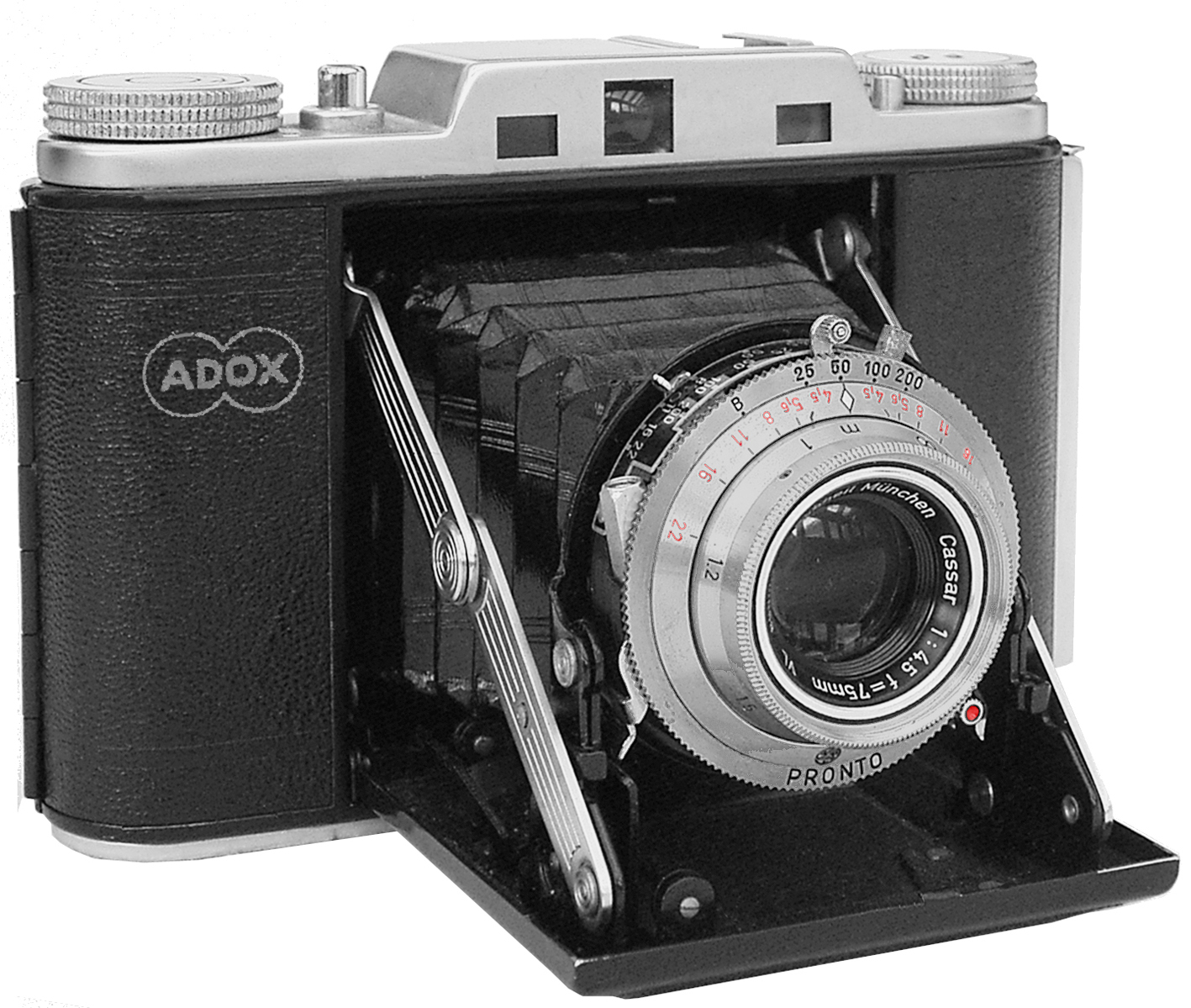
Un 6×6 pliant avec télémètre Adox Mess-Golf (1952)

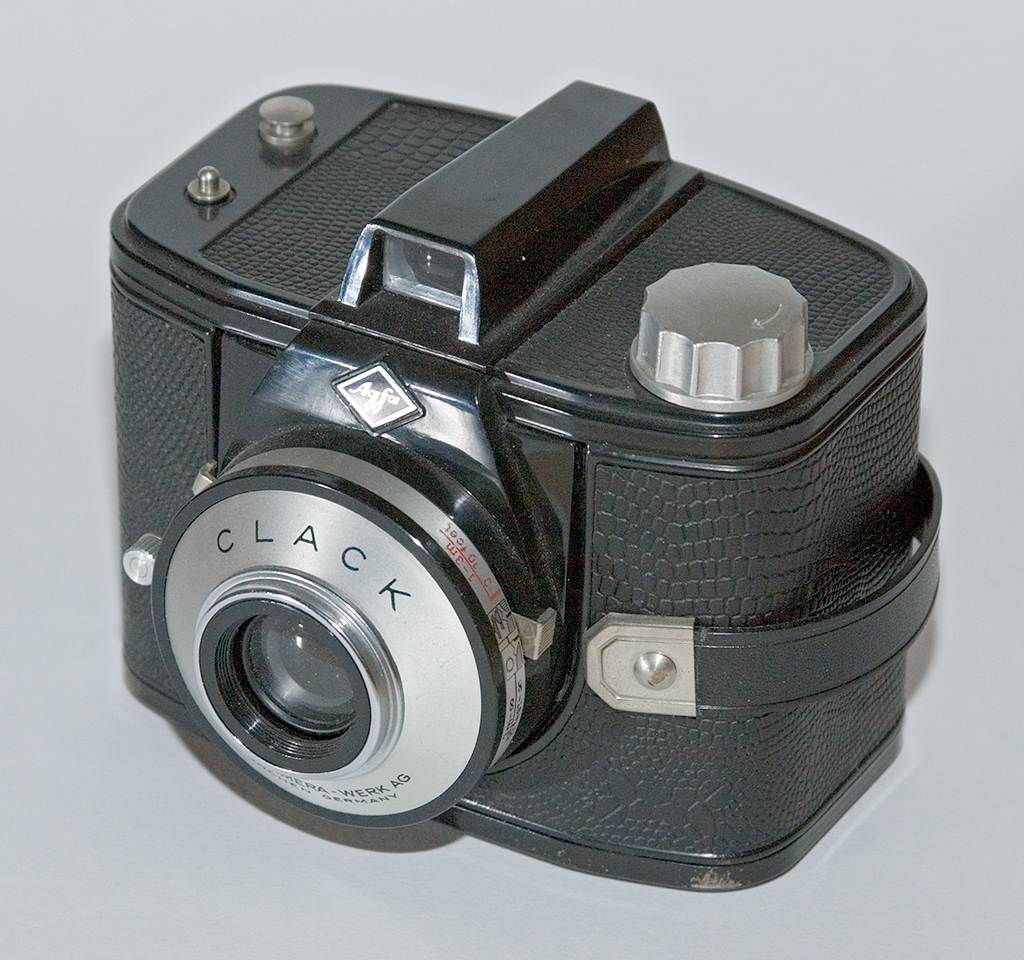
Un 6×9 Agfa Clack (1954-1965)

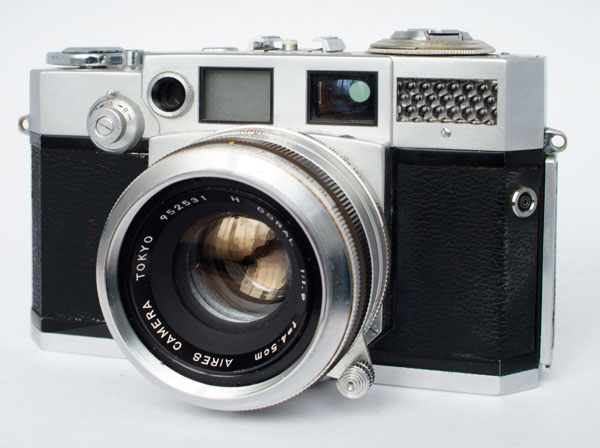
Un 24×36 télémétrique avec posemètre Aires 35v1 (1958-1962)

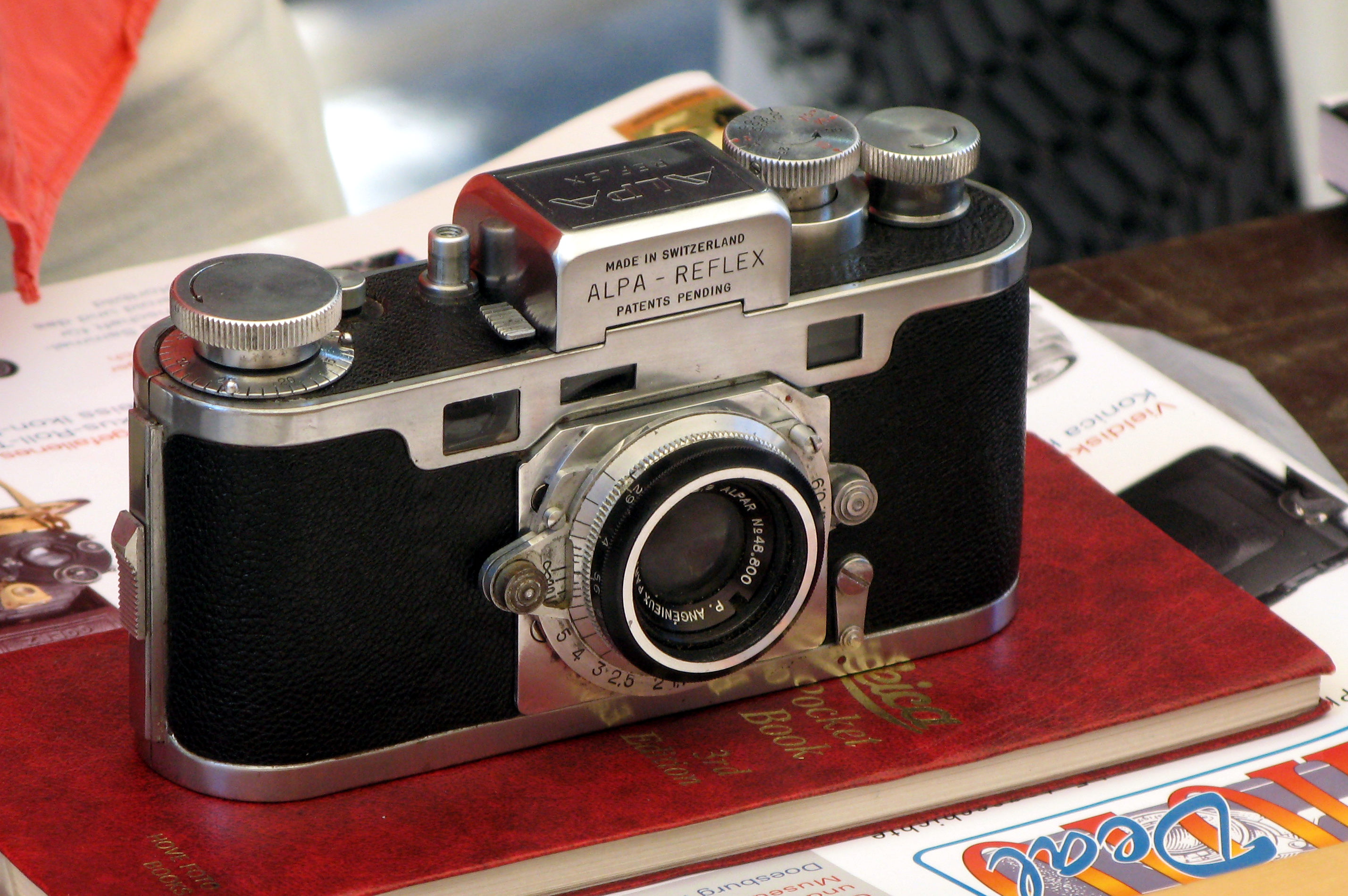
Un 24×36 Alpa Reflex avec un objectif Angénieux (1944-1952)

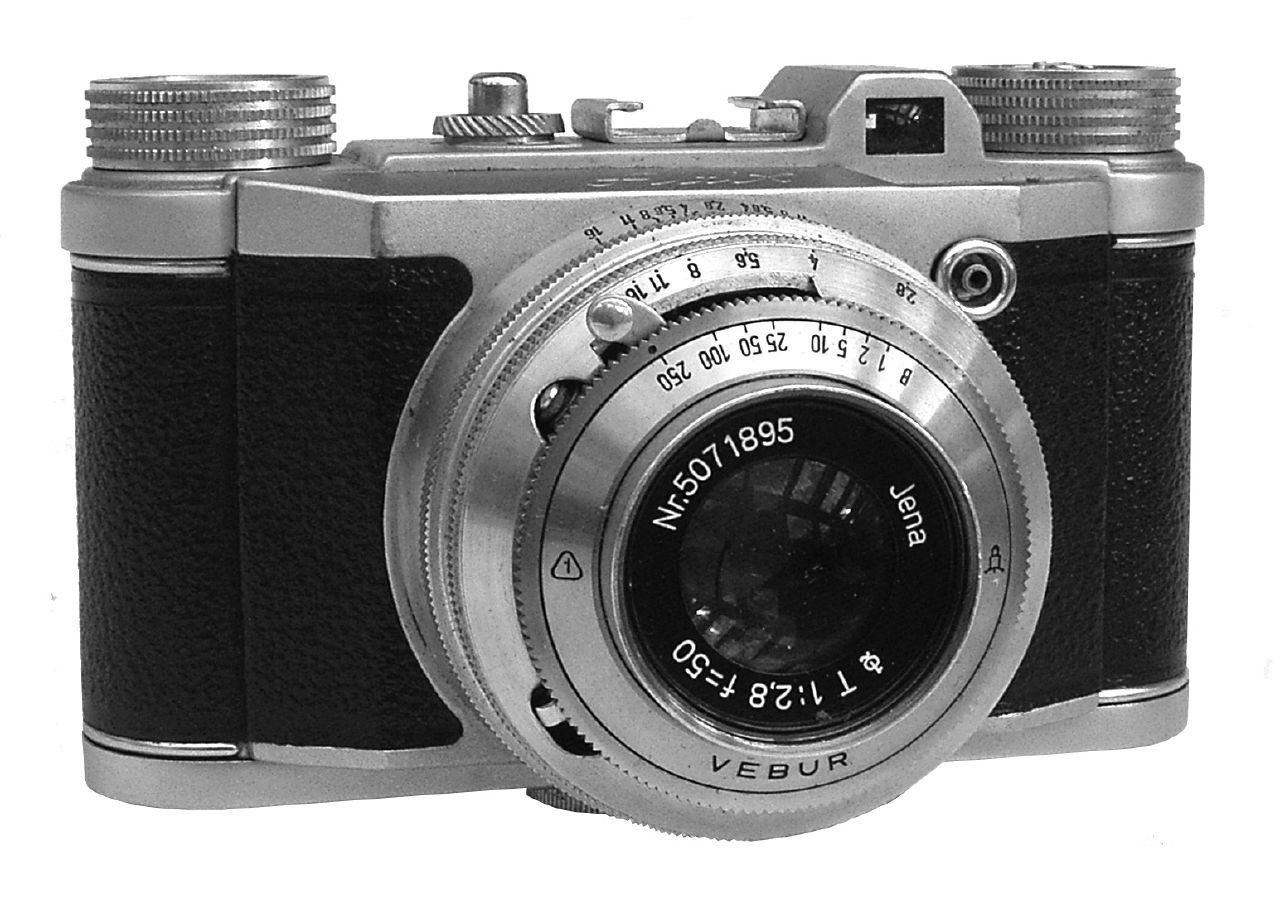
Un 24×36 Altissa Altix IV (1952)

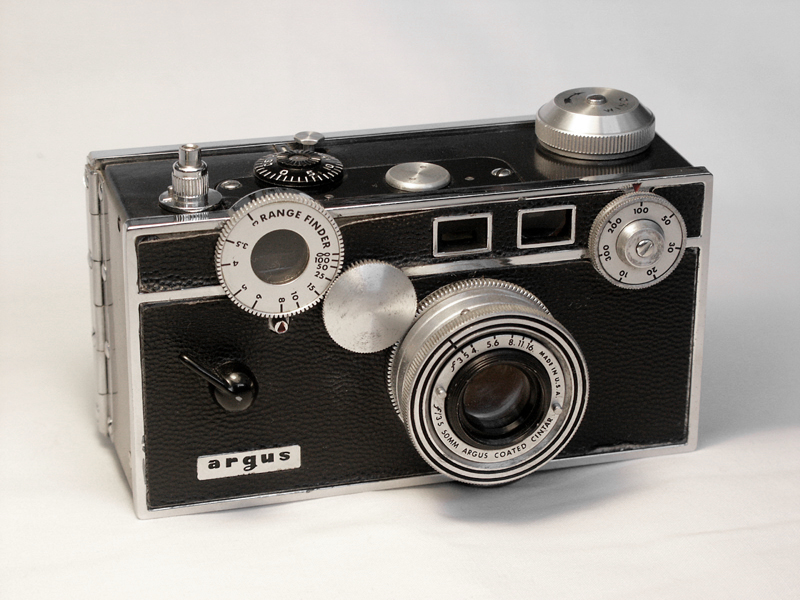
Un 24×36 télémétrique Argus C3 (1939-1966)

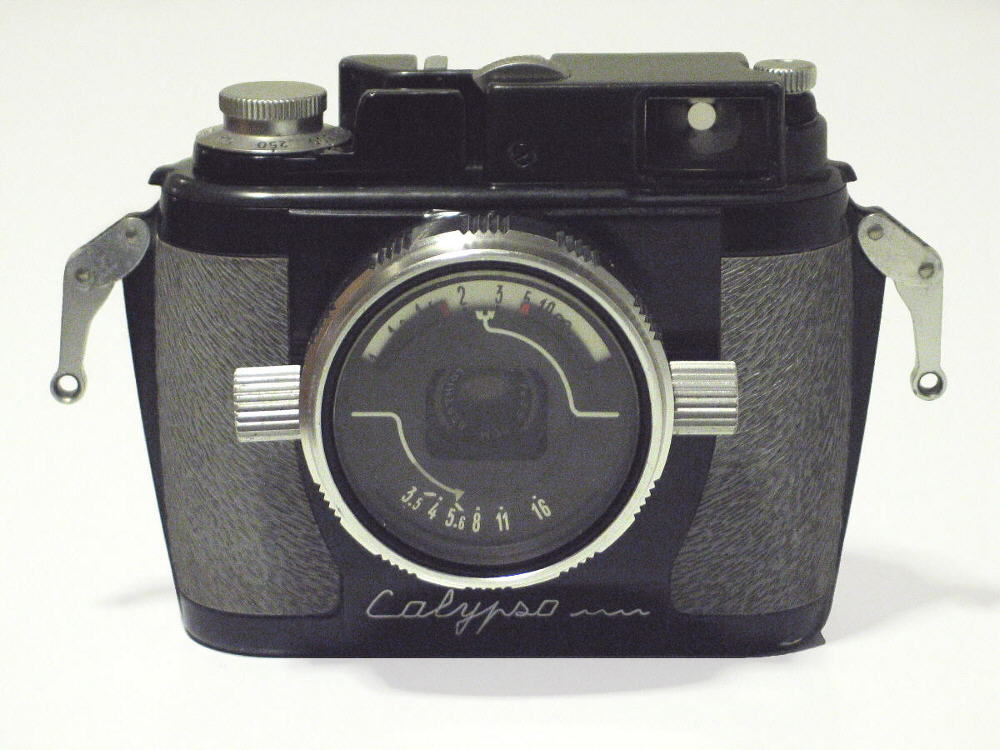
Un appareil de plongée Calypso fabriqué par Atoms (1960-1963)

- Ace camera equipment PVT. Ltd (Bombay,  Inde)
- ACMA : Australian Camera Manufacturers ( Australie)
- Acro scientific products Co. (Chicago, Illinois,  États-Unis)
- Adams & Co. (Londres,  Royaume-Uni)
- Adams & Westlake Co. (Chicago, Illinois,  États-Unis)
- Adloff : Erwin Adloff Apparatebau (Berlin-Wilmersdorf,  Allemagne)
- Adox : Dr. C. Schleussner Fotowerke G.m.b.H. (Francfort-sur-le-Main,  Allemagne)
- A.D.Y.C. ( Argentine)
- A.F.I.O.M. Srl. (Pordenone,  Italie)
- Agfa Kamerawerk (Munich,  Allemagne)
- Agfa Ansco Corp. (Birghampton, New York,  États-Unis)
- Agilux Ltd (Croydon,  Royaume-Uni)
- Aiken-Gleason Co. (La Crosse, Wisconsin,  États-Unis)
- Air King Products Co. Inc. (Brooklin, New-York,  États-Unis)
- Aires Camera Ind. Co. Ltd (Tokyo,  Japon)
- Airplane Camera ( Chine)
- Aivas : A. Aivas (Paris,  France)
- Akabane Camera Co. ( Japon)
- Akimoto Co. ( Japon)
- Aktiebolaget Svenska Kamerafabriken ( Suède)
- Albert es Liptak (Nagyvarad,  Hongrie)
- Albini Co. (Milan,  Italie)
- Alfa Optical Co. ( Japon)
- Alibert : Charles Alibert (Paris,  France)
- Allied Camera Supply Co. (New-York,  États-Unis)
- Aloha Optical Works ( Japon)
- Alpa : Pignons S.A. (Ballaigues, Suisse) puis Capaul & Weber (Zurich,  Suisse)
- Alpha Camera Works ( Japon)
- Alsaphot  France)
- Altheimer & Baer Inc.
- Altissa Kamerawerk : B. Altmann (Dresde,  Allemagne)
- Amano Special Instrument Co. ( Japon)
- American Advertising & Research Corp. (Chicago, Illinois,  États-Unis)
- American Camera Co. (Londres,  Royaume-Uni)
- American Camera Mfg Co. (Northboro, Massachusetts,  États-Unis)
- American Far East Trading Co.
- American Minute Photo Co. (Chicago, Illinois,  États-Unis)
- American Optical Co.
- American Rand Corp.
- American Raylo Corp. (New-York,  États-Unis)
- American Safety Razor Corp. (New-York,  États-Unis)
- Amica International  Japon)
- Anderson J.A. (Chicago, Illinois,  États-Unis)
- Angénieux (Paris et Saint-Héand,  France)
- Anschütz : Ottomar Anschütz (Berlin,  Allemagne)
- Ansco (Birmingham, New-York,  États-Unis)
- Anthony : E. & H.T. Anthony & Co. (New-York,  États-Unis)
- Anthony & Scovill (New-York,  États-Unis)
- Antoine : H. Antoine (Paris,  France)
- A.P.M. : Amalgamated Photographic Manufacturers Ltd (Londres,  Royaume-Uni)
- Apparate & Kamerabau Gmbh (Friedrichshafen,  Allemagne)
- AkA : Apparatebau und Kamerafabrik Gmbh (Monheim,  Allemagne)
- Appleton & Co. (Bradford,  Royaume-Uni)
- Aram Optical Institute : Rokuwa Trading
- Arco Photo Industry ( Japon)
- Arcon (Modèle:Taiwan)
- Argon Optical Co.
- Argus Inc. (Ann Arbor, Michigan,  États-Unis)
- Argus / Cosina
- Arnold : Karl Arnold (Marienberg,  Allemagne)
- Ars Optical Co. Ltd ( Japon)
- Arwin : H.S. Arwin (Paris,  France)
- As de Trèfle  France)
- Asahi Kogaku (Tokyo,  Japon) : Pentax
- Asahi Optical Works - Asahi Busan
- Asanuma Trading Co. - Asanuma Camera Mechanical Laboratory Co. Ltd (Tokyo,  Japon)
- Asia American Industries Ltd (Tokyo,  Japon)
- Asia Optical Works (Tokyo,  Japon)
- Atak ( Tchécoslovaquie)
- Atlas-Rand
- Ato Optical Works ( Japon)
- Atoms : Association de techniciens en optique et mécanique scientifique (Saint-Étienne et Nice,  France)
- Audoin : J. Audouin (Paris,  France)
- Aurora Products Corp.
- Automatic Radio Mfg Co. (Boston, Massachusetts,  États-Unis)
- Avant Inc. (Concord, Massachusetts,  États-Unis)

## B

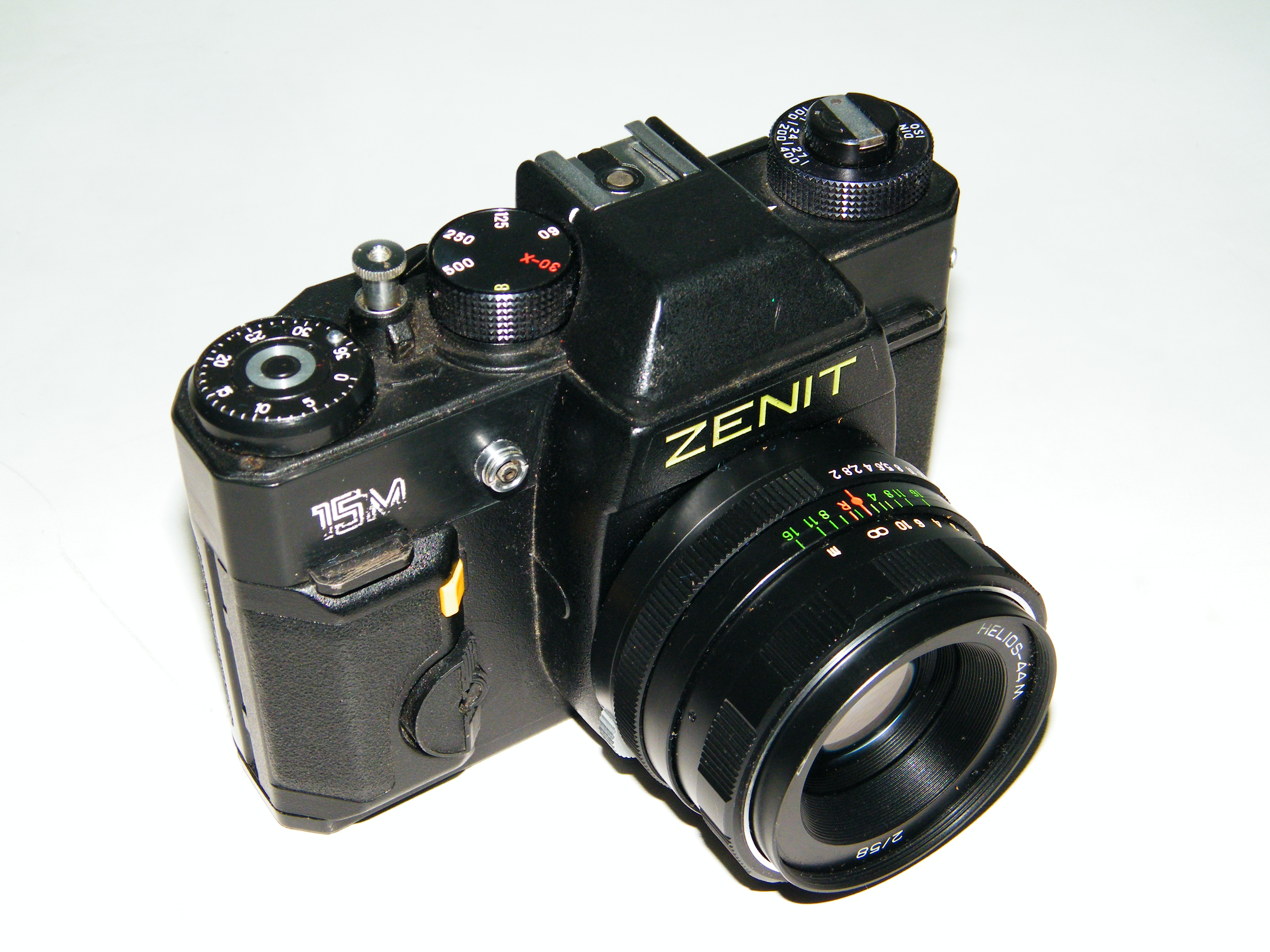
Un 24x36 reflex Zenit 15M fabriqué par Biélomo (années 1990)

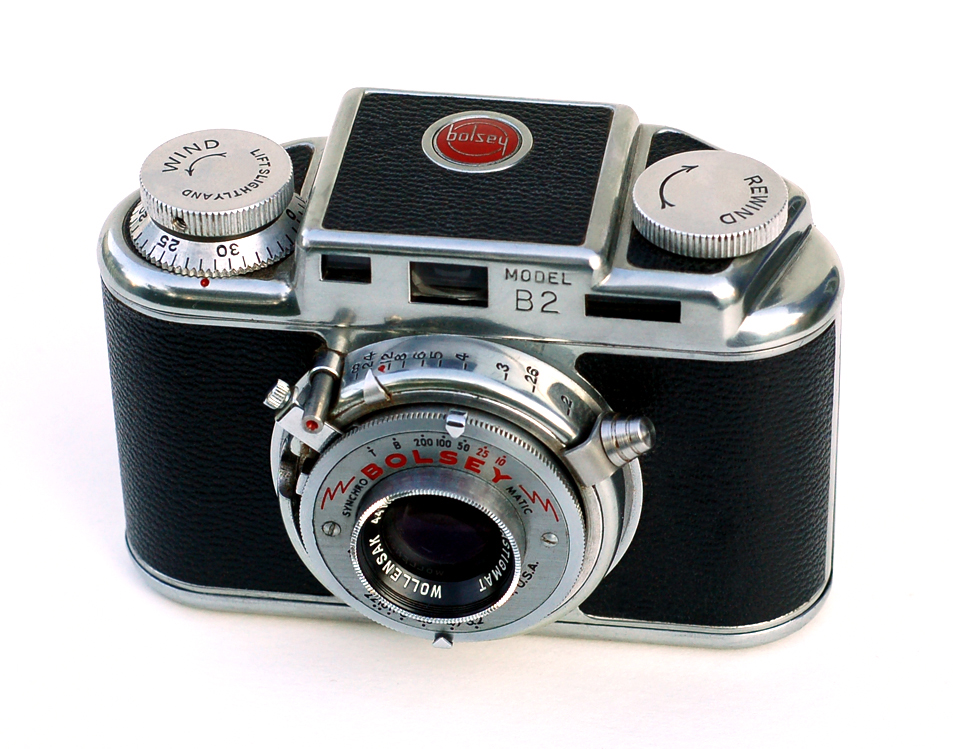
Un 24x36 télémétrique Bolsey B2 (1949-1956)

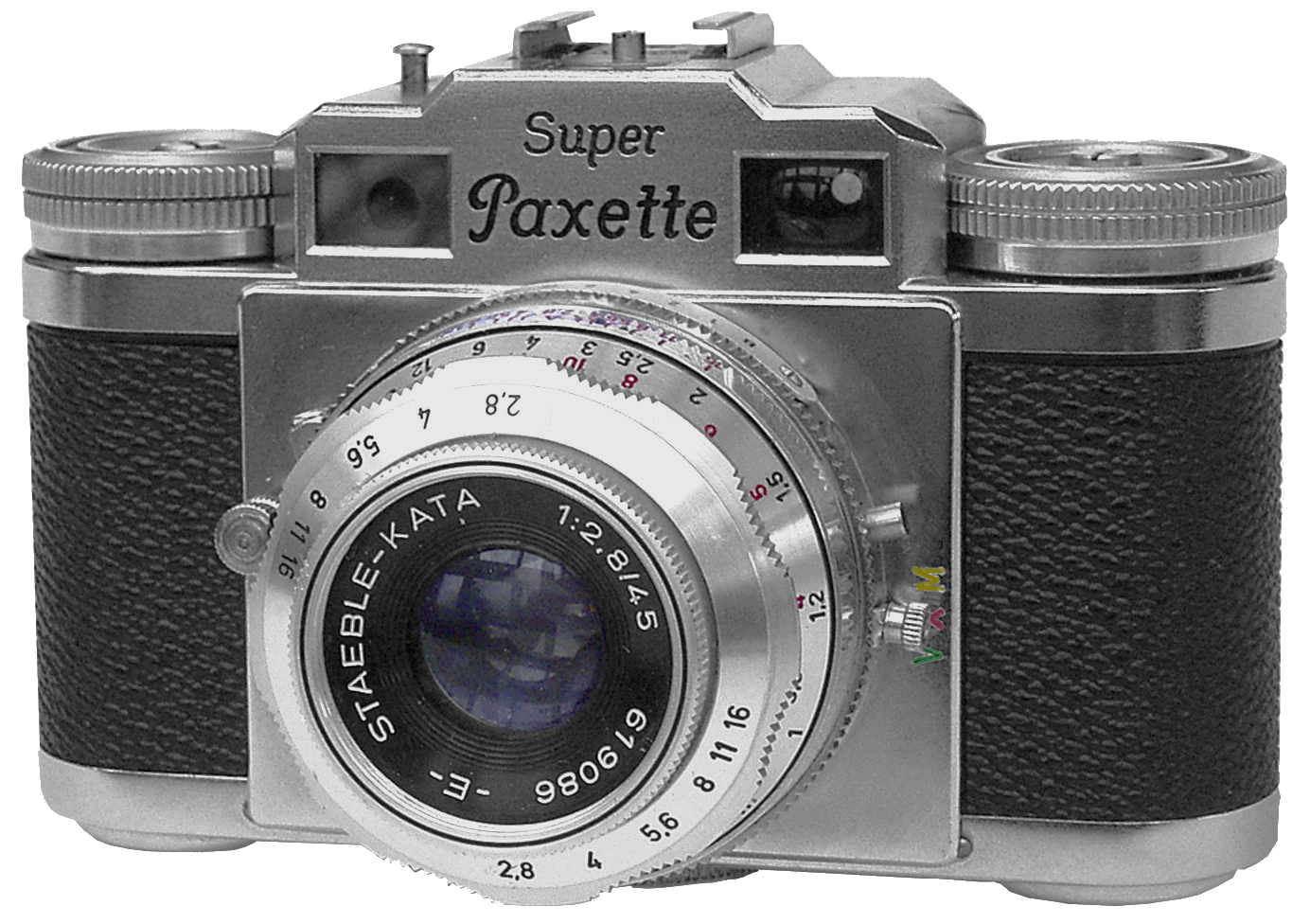
Un 24x36 télémétrique Braun Super Paxette (1953-1964)

- Balda-Werk, Balda Kamera-Werk (Bünde, Westphalie,  Allemagne)
- Baudry : L. Baudry (Angers,  France)
- Bazin & Leroy (Paris,  France)
- Beaugers : Lucien Beaugers (Paris,  France)
- Beauty Co. Ltd (anciennement Taiyodo Koki K.K.,  Japon)
- Beier : Kamera-Fabrik Woldemar Beier (Freital,  Allemagne)
- Bellieni : Henri Bellieni (17 place de l’académie / 17 place Carnot / 1 Place Carnot - Nancy,  France)
- Bencini (Milan,  Italie)
- Benoist-Berthiot (Sézanne et Paris,  France)
- Bentzin : Curt Bentzin (Görlitz,  Allemagne)
- Berthiot : voir S.O.M. Berthiot et Benoist-Berthiot
- Bertsch : Adolphe Bertsch (Paris,  France)
- Beseler : Charles Beseler (East Orange, New Jersey,  États-Unis)
- Biélomo (Vilieïka,  Biélorussie)
- Bilora : Kürbi & Niggeloh (Radevormwald,  Allemagne)
- Bing : Bing Weke AG (Nuremberg,  Allemagne)
- Blair Camera Co.
- Bloch : Edmund & Léon Bloch (Paris,  France)
- Bolsey Corporation of America (New-York,  États-Unis)
- Boulade : L. & A. Boulade Frères (Lyon,  France)
- Boyer: successivement, A. Boyer, Boyer Frères, Levy-Boyer, CEDIS-Boyer (Paris,  France)
- Boumsell (Paris,  France)
- Braun : Carl Braun Camerawerk (Nuremberg,  Allemagne)
- Braun A.G. (Francfort-sur-le-Main,  Allemagne)
- Briois : A. Briois (Paris,  France)
- Bronica Co. Ltd (Tokyo,  Japon)
- Bruns : Christian Bruns (Munich,  Allemagne)
- Buess (Lausanne,  Suisse)
- Bülter & Stammer (Hanovre,  Allemagne
- Burke & James Inc. (Chicago, Illinois,  États-Unis)

## C

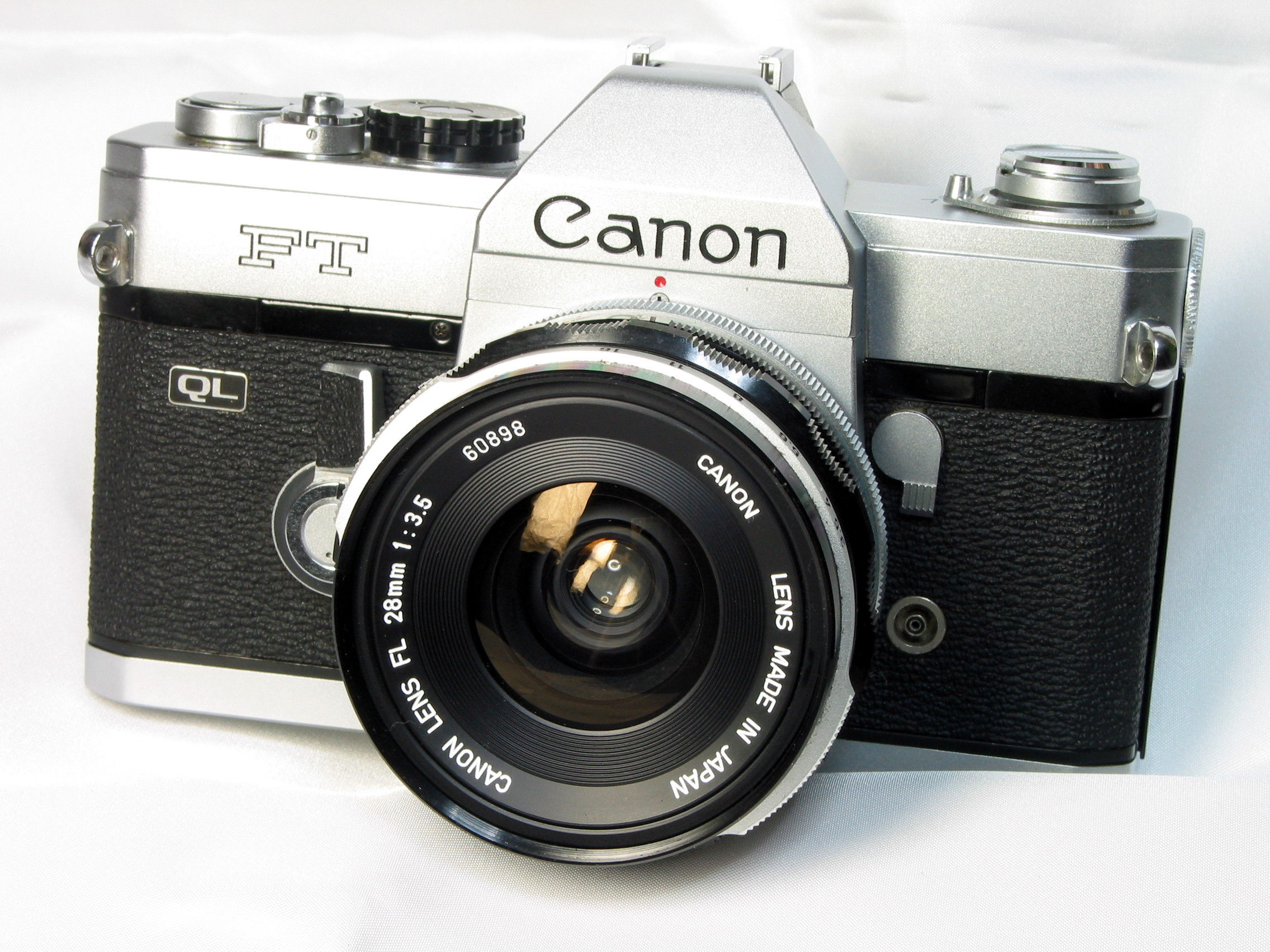
Un appareil reflex Canon FT QL (1966)

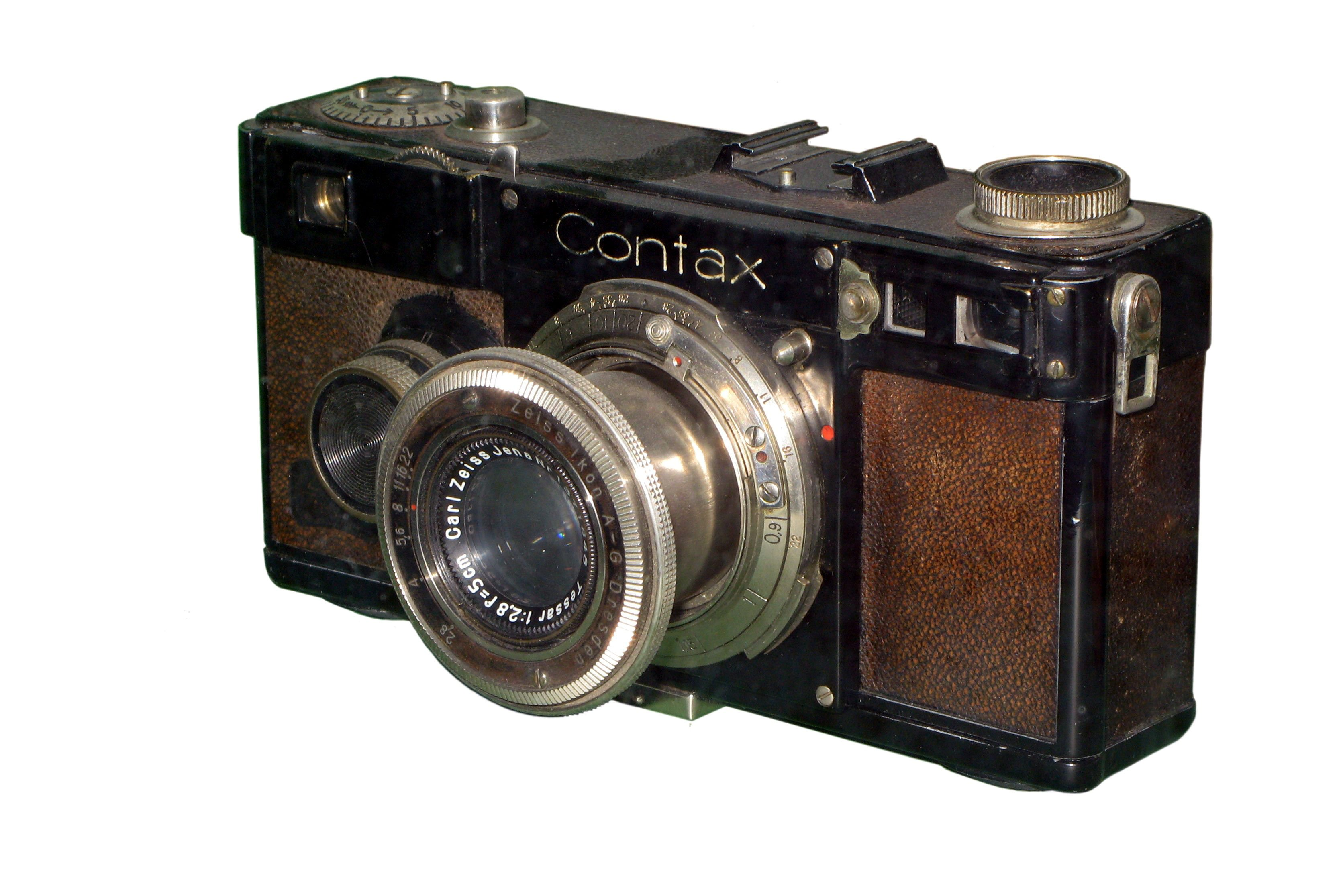
Un 24x36 télémétrique Contax 1 (1932-1936)

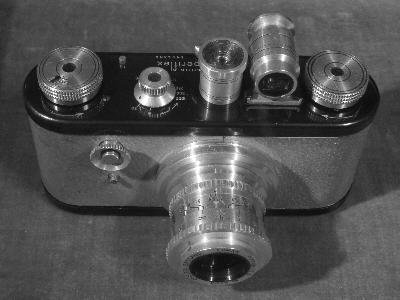
Un 24x36 Corfield Periflex à mise au point périscopique (1953)

- Cadot : A. Cadot (Paris,  France)
- Caillon (Paris,  France)
- Calumet Mfg Co. (Chicago, Illinois,  États-Unis)
- Cambo B.V. (Kampen,  Pays-Bas)
- Camera-Industrie A.G. (Vienne,  Autriche)
- Candid Camera Corp. ( États-Unis)
- Canon Inc. (Tokyo,  Japon)
- Carl Zeiss Jena (Jena,  Allemagne)
- Carmen S.A.  France)
- Carpentier : Jules Carpentier (Paris,  France)
- Carpentier (Lyon,  France)
- Casio  Japon)
- Celtaflex : marque Mécaoptic (Paris)
- Certex S.A. (Barcelone,  Espagne)
- Certo-Camera-Werk (Dresde,  Allemagne)
- Chevalier : Charles Chevalier (Paris,  France)
- Chinon Industries (Tokyo et Suwa City,  Japon)
- Chorretier : C. Chorretier  France)
- Closter ( Italie)
- Compagnie Française de Photographie
- Compass Camera Ltd (Londres,  Royaume-Uni)
- Concava S.A. (Lugano,  Suisse)
- Contaflex, Contarex : sous-marques de Zeiss Ikon
- Contax : Zeiss Ikon et Pentacon (Allemagne) puis Yashica-Kyocera et Cosina  Japon)
- Contessa, Contessa-Nettel (Stuttgart,  Allemagne) : Zeiss Ikon après 1926
- Cord  France)
- Corfield : K. G. Corfield Ltd (Wolverhampton,  Royaume-Uni)
- Cornu : Georges Cornu (Paris,  France)
- Coronet Camera Co. (1926-1946), Coronet Ltd (1946-1967), Standard Camera (1931-1955) (Birmingham,  Royaume-Uni)
- Cosina Company Ltd (Tokyo et Nakano City, Nagano,  Japon)
- Couffin : Pierre Couffin, marque Malik (Paris, Libourne,  France)
- Crouzet (Valence,  France)

## D

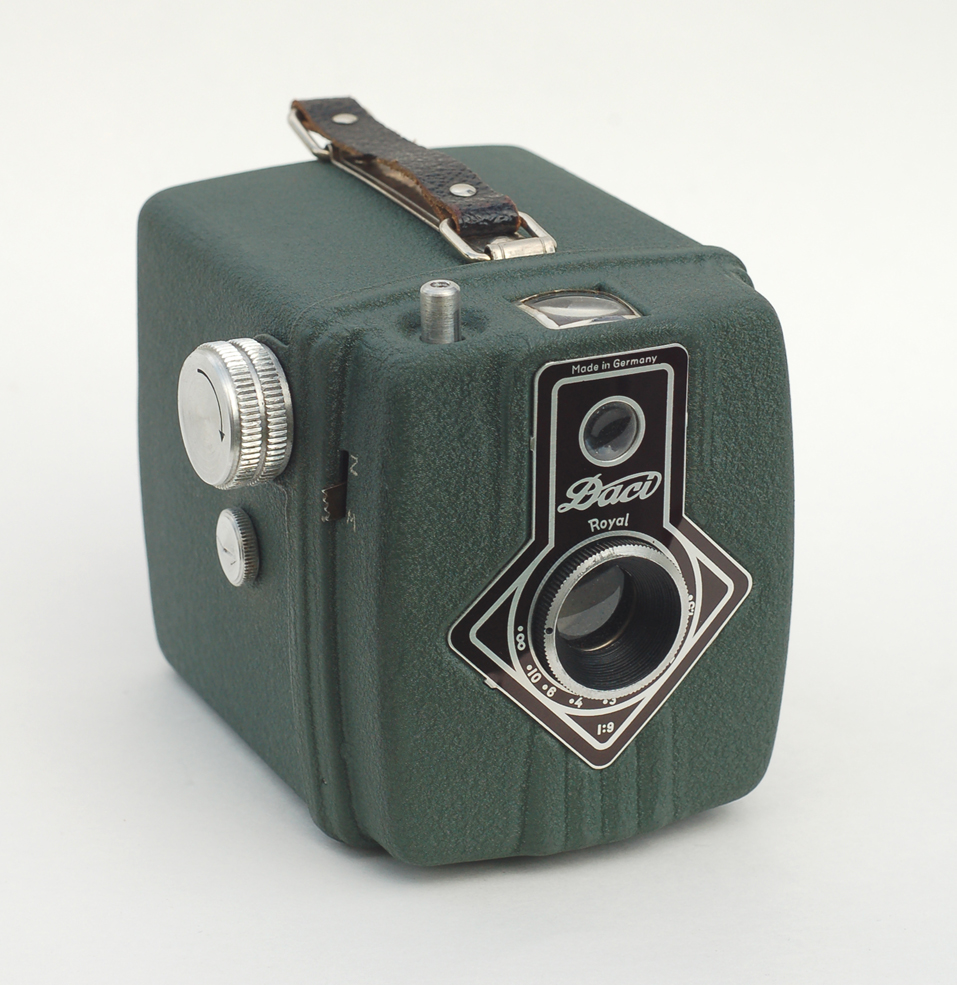
Un box Dacora Daci Royal (années 1950)

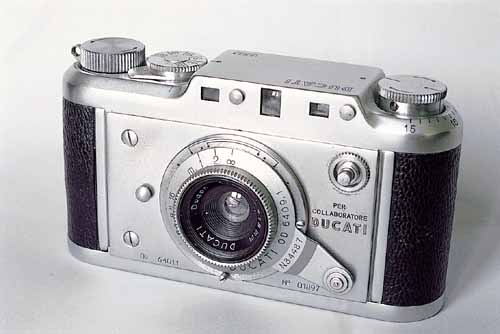
Un 18×24 mm télémétrique Ducati Sogno (années 1950)

- Dacora Kamerawerk (Reutlingen, Munich et Nuremberg,  Allemagne)
- Dallmeyer : J.H. Dallmeyer (Londres,  Royaume-Uni)
- Damoizeau : J. Damoizeau (Paris,  France)
- Darier : Albert Darier (Genève,  Suisse) fabricant de l'Escopette
- Darlot (Paris,  France)
- Debrie : Ets André Debrie (Paris,  France)
- Degen : E. Degen  France)
- Demaria : Demaria Frères, Demaria-Lapierre (Paris et Lagny,  France)
- Demilly :
- Derogy (Paris,  France)
- Devaux : A. Devaux (Paris,  France)
- Deyrolle  France)
- Drépy : André Pierrat (Saint-Étienne,  France)
- Druopta (Tchécoslovaquie)
- Dubroni : Maison Dubroni (Paris,  France)
- Ducati Meccanica (Bologne,  Italie)

## E

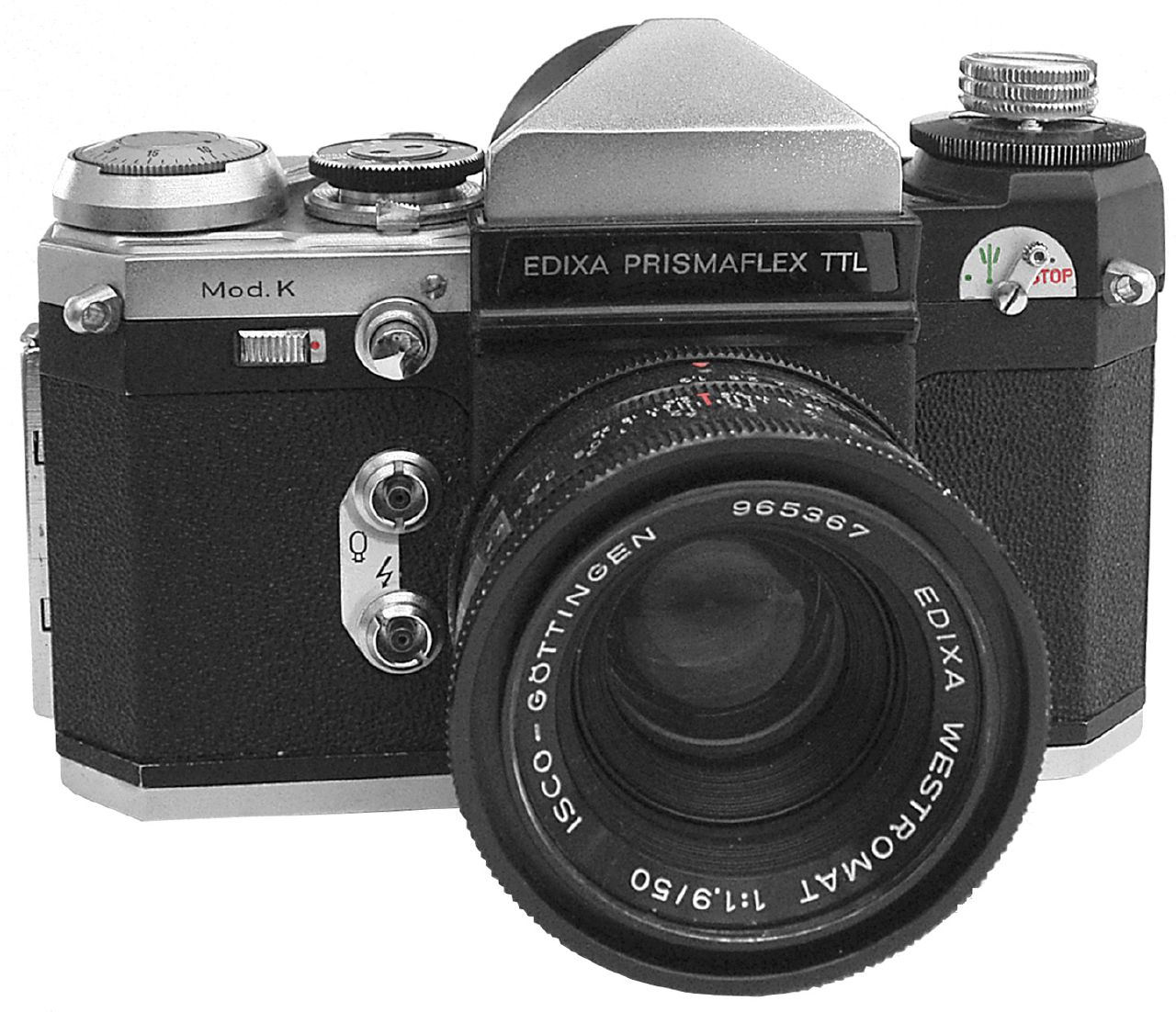
Un 24x36 reflex Edixa Prismaflex (1967)

- Edixa : sous-marque de Wirgin (Wiesbaden,  Allemagne)
- E.L.C. (Paris,  France)
- Eljy : sous-marque de Lumière & Jougla  France)
- Enjalbert : E. Enjalbert (Paris,  France)
- Ernemann : Heinrich Ernemann A.G. (Dresde,  Allemagne)
- Eumig (Autriche)
- Exa et Exakta : sous-marques de Ihagee puis de Pentacon (Dresde,  Allemagne)

## F

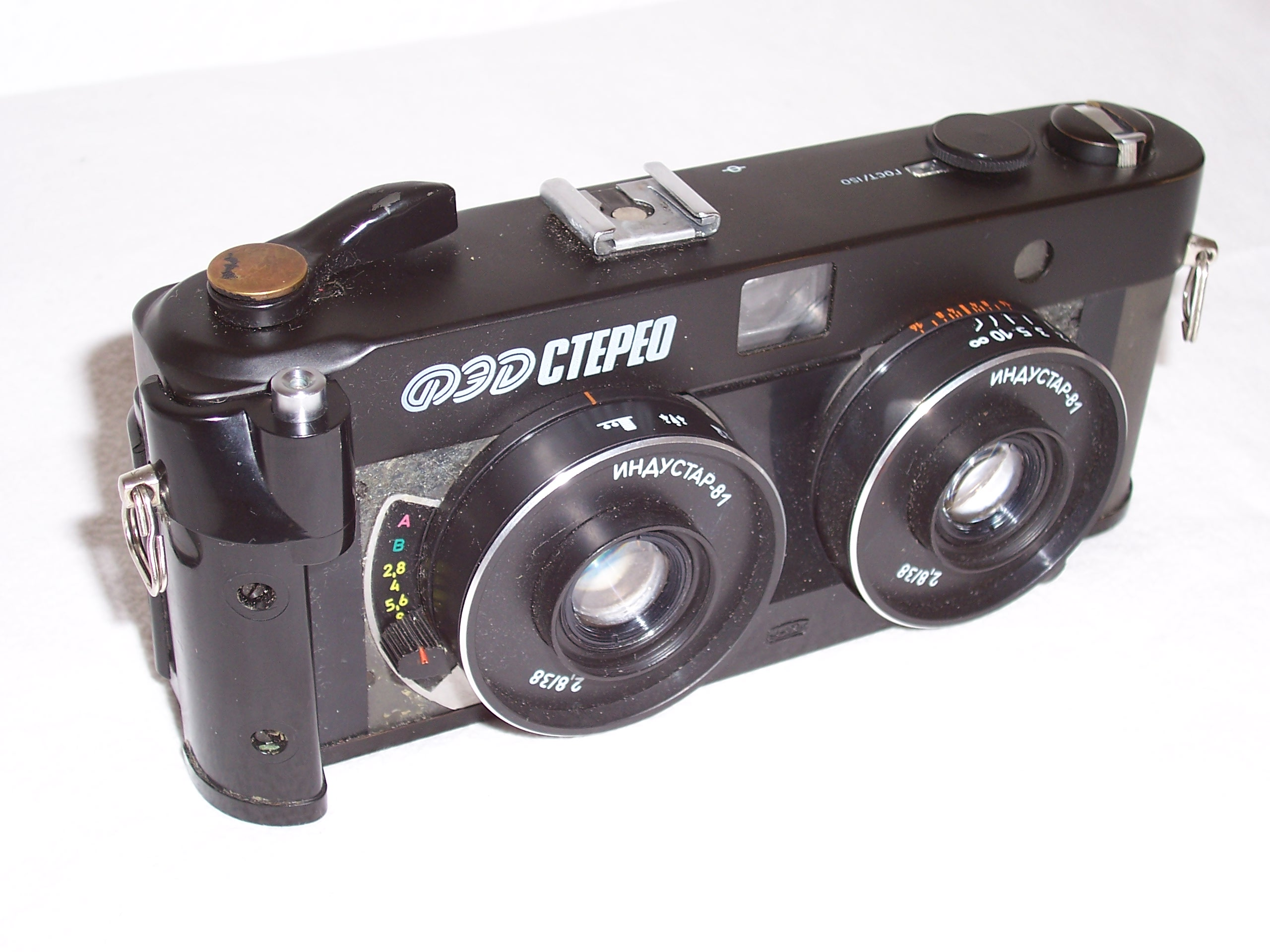
Un Fed stéréoscopique (1988-1996)

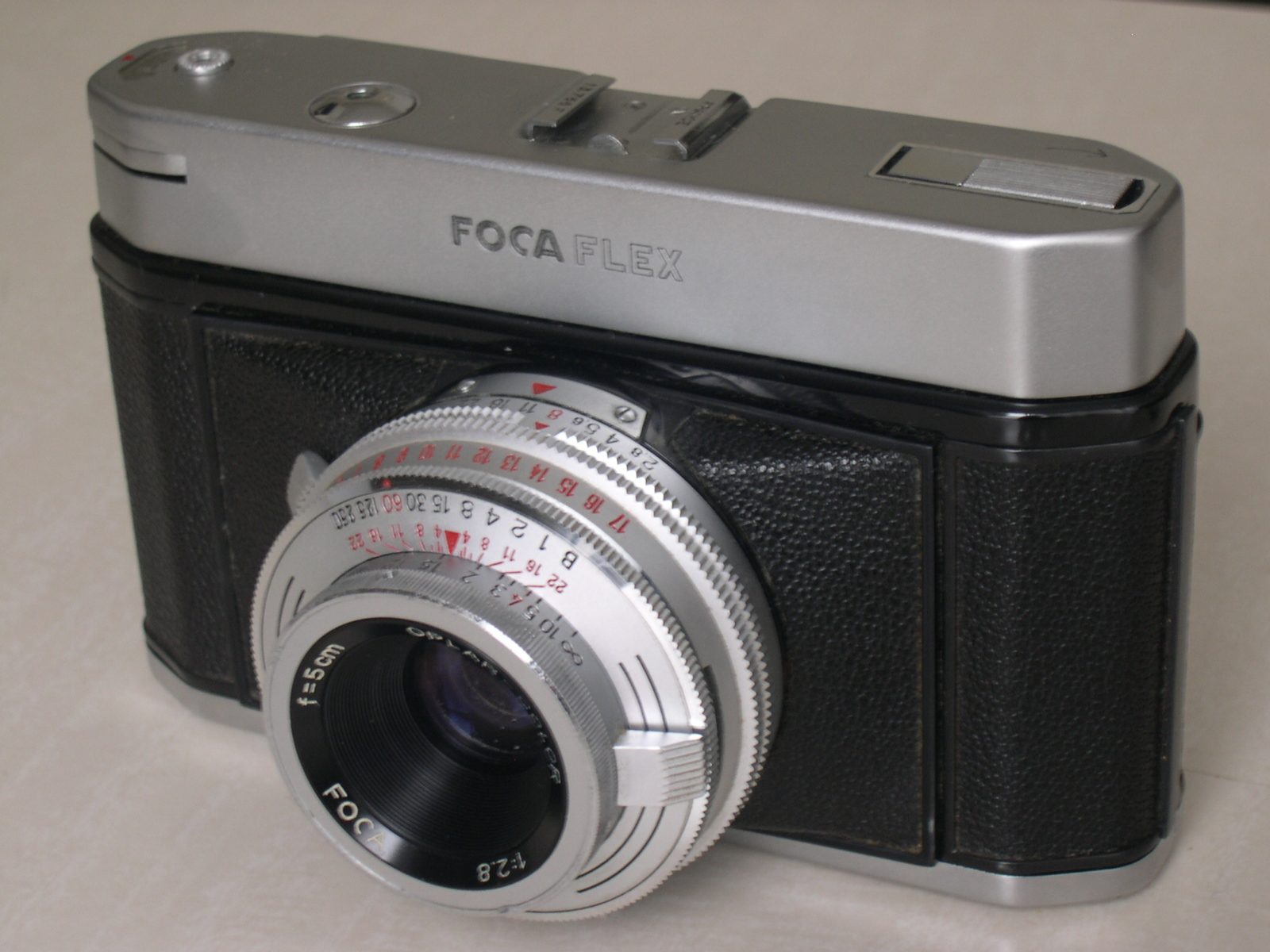
Un Focaflex (1958-1963)

- Faller : Eugène Faller (Paris,  France)
- Faller : Gilles Faller (Paris,  France)
- Fap : Sté Fap ou Fabrique d'appareils photographiques, marque Norca (Suresnes,  France)
- Fed : Dzerzhinsky Commune (Kharkiv,  Ukraine)
- Ferrania (Milan,  Italie)
- Fetter  France)
- Fex / Indo (Lyon,  France)
- Finetta Werk : Saraber (Goslar,  Allemagne)
- Foca, Focasport, Focamatic et Focaflex : OPL (Levallois-Perret et Châteaudun,  France)
- Fotax (Suède)
- Foth : C.F. Foth & Co. (Berlin,  Allemagne)
- Foto-Quelle (Nuremberg,  Allemagne) : Marque utilisée pour les appareils vendus par la maison de vente par correspondance Quelle.
- Fournier : G. Fournier  France)
- Français : E. Français (Paris,  France)
- Franceville : Sté du Franceville (Paris,  France)
- Franka-Werk (Bayreuth,  Allemagne)
- Fuji Kogaku Seiki, Fuji Optical Works, Fuji Optische Werk
- Fuji Photo Film Co.
- Futura Kamerawerk GmbH (Freiburg im Breisgau,  Allemagne)

## G

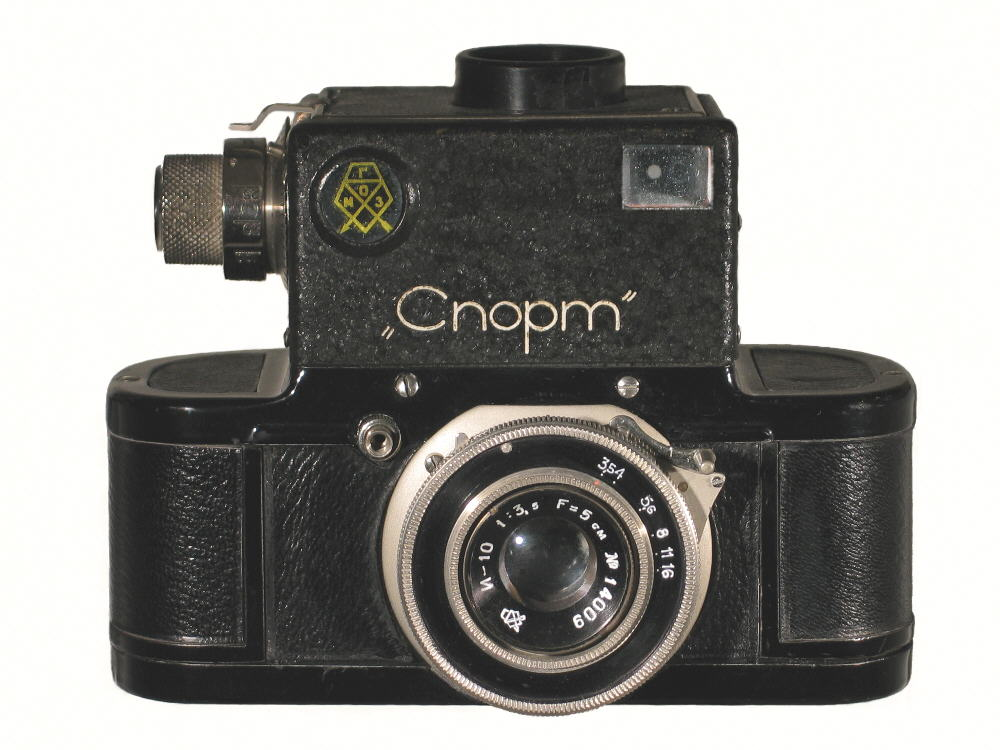
Le GOMZ Sport, un des tout premiers 24×36 reflex (1937)

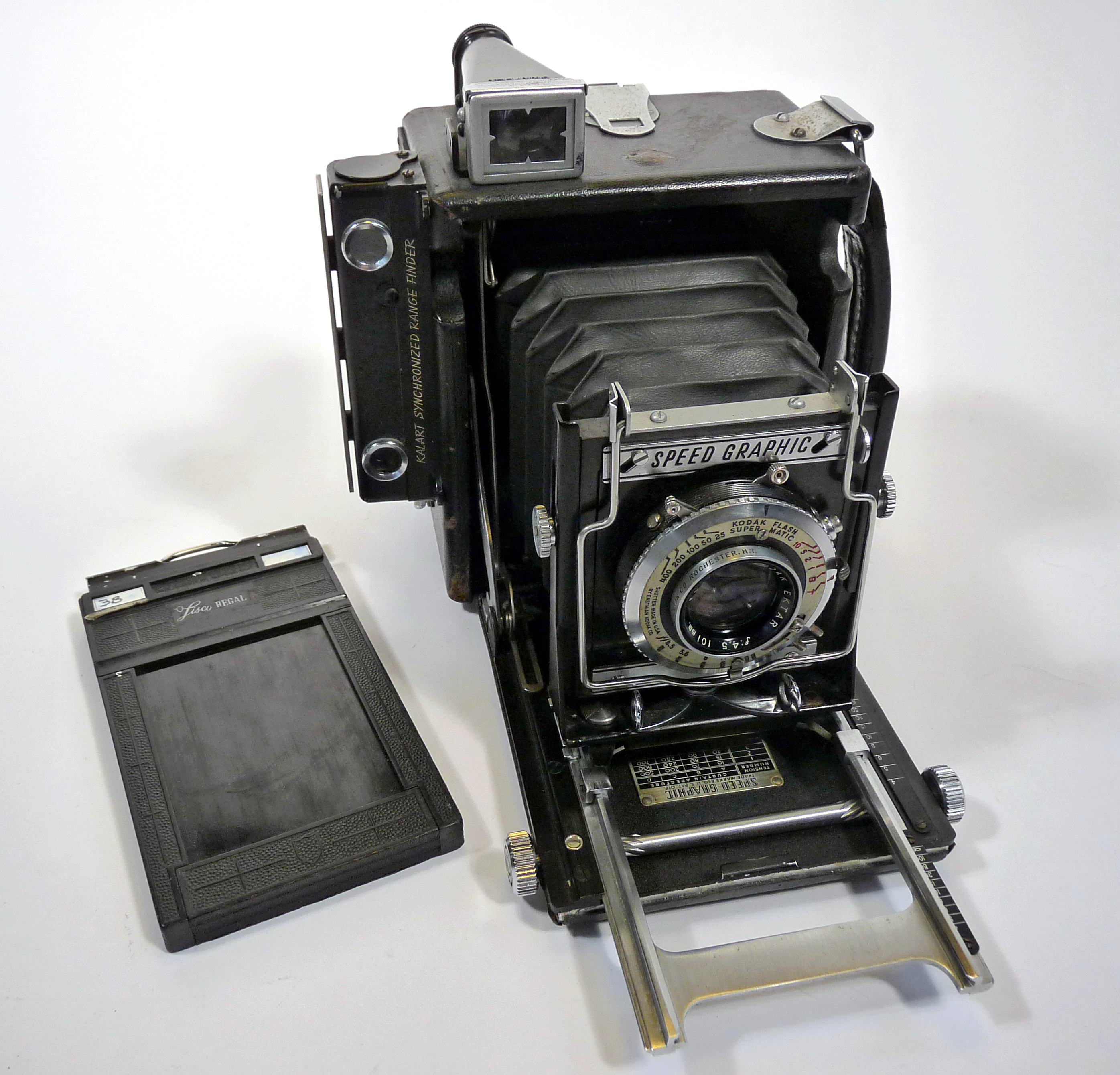
Un Graflex Speed Graphic, modèle à châssis 6×9 des années 1920

- Gallus : Usines Gallus (Courbevoie,  France)
- GAP (photographie)
- Gallus (photographie)
- Gaumont : L. Gaumont & Cie (Paris,  France)
- Gesschell (Paris,  France)
- Gevaert Photo-Producten N.V. (Anvers-Moortsel, Belgique)
- Geymet & Alker (Paris,  France)
- Gilles Faller (Paris,  France)
- Girard : J. Girard & Cie (Paris,  France)
- Giroux : Alphonse Giroux (Paris,  France)
- Glunz : G. Glunz & Sohn Kamerawerk (Hanovre,  Allemagne)
- Goerz : C.P. Goerz (Berlin,  Allemagne)
- Goerz : Optische Anstalt C.P. Goerz (Vienne,  Autriche)
- Golstein  France)
- Gomz (Léningrad,  Russie) : devenu LOMO en 1966
- Graflex Inc. ( États-Unis)
- Guerin : E. Guérin & Cie (Paris,  France)
- Guilleminot : Guilleminot Roux & Cie (Paris, Chantilly et Amboise,  France)

## H
- Haking : W. Haking ( Hong Kong)

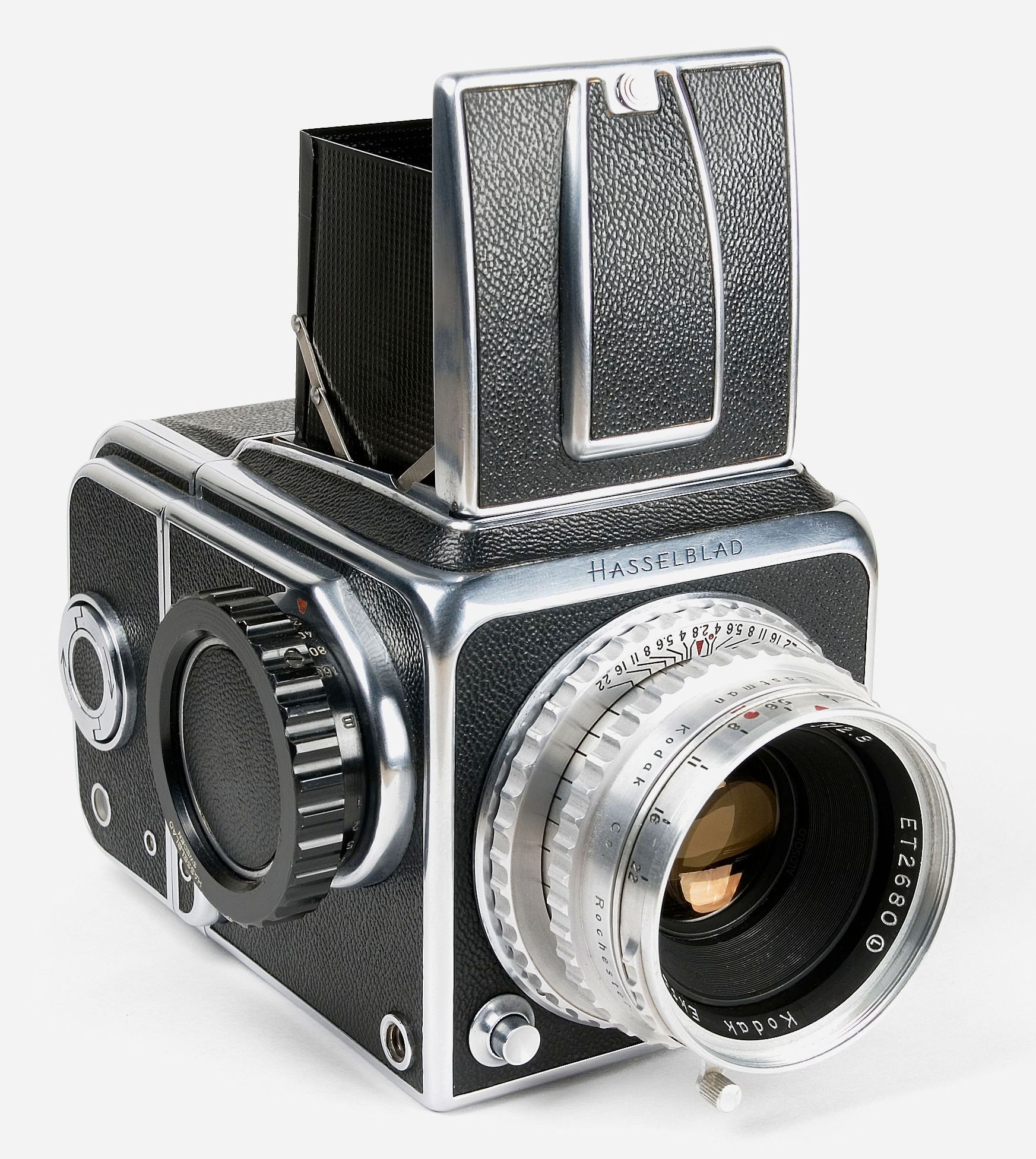
Un 6×6 reflex mono-objectif Hasselblad 1600F (1952)

- Hanau : Eugène Hanau (Paris,  France)
- Hanimex : HANnes IMport EXport (Sydney,  Australie)
- Hansen : J.P. Hansen (Copenhague,  Danemark)
- Hasselblad : Victor Hasselblad (Göteborg,  Suède)
- HEMAX : (HEard & MAllinjos X) J-C Mallinjod (Lyon,  France)
- Hermagis : J. Fleury Hermagis (Paris et Dijon,  France)
- Houghtons Ltd, Houghton-Butcher (Londres,  Royaume-Uni)

## I

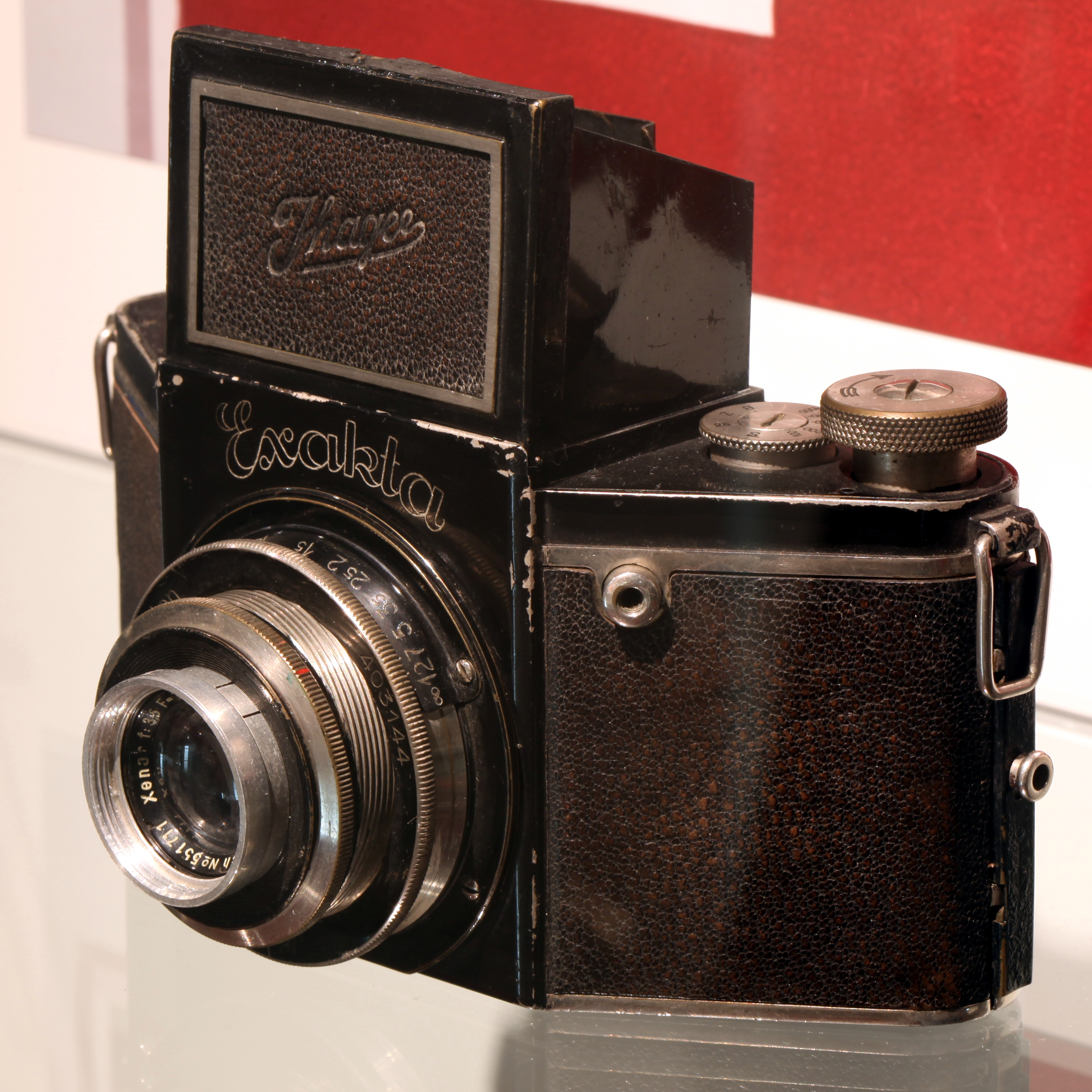
Un Ihagee Exakta, pionnier du reflex mono-objectif (1933)

- Ica A.G. (Dresde,  Allemagne) : Devient Zeiss Ikon après 1926
- Idam : Sté d'appareils mécaniques (Colombes,  France)
- Ihagee Kamerawerk (Dresde, Modèle:Allemagne de l'est)
- Ihagee Kamerawerk (Berlin-Ouest, Modèle:Allemagne de l'ouest)
- Ilford Ltd (Ilford,  Royaume-Uni)
- Iloca Camera : Wilhelm Witt (Hambourg,  Allemagne)
- Indo : sous-marque de Fex (Lyon,  France)
- Inox (Paris) : devenu Prestinox dans les années 1960
- I.O.R. (Bucarest,  Roumanie)
- I.P.O. : Sté industrielle de photographie et d'optique (anciennement Établissements Jousset, Paris,  France)
- I.S.O : Industria Scientifica Ottica S.R.L. (Milan,  Italie)

## J
- Japy & Cie  France)
- Jeanneret & Cie (Paris,  France)
- J.M.V. (Valence,  Espagne)

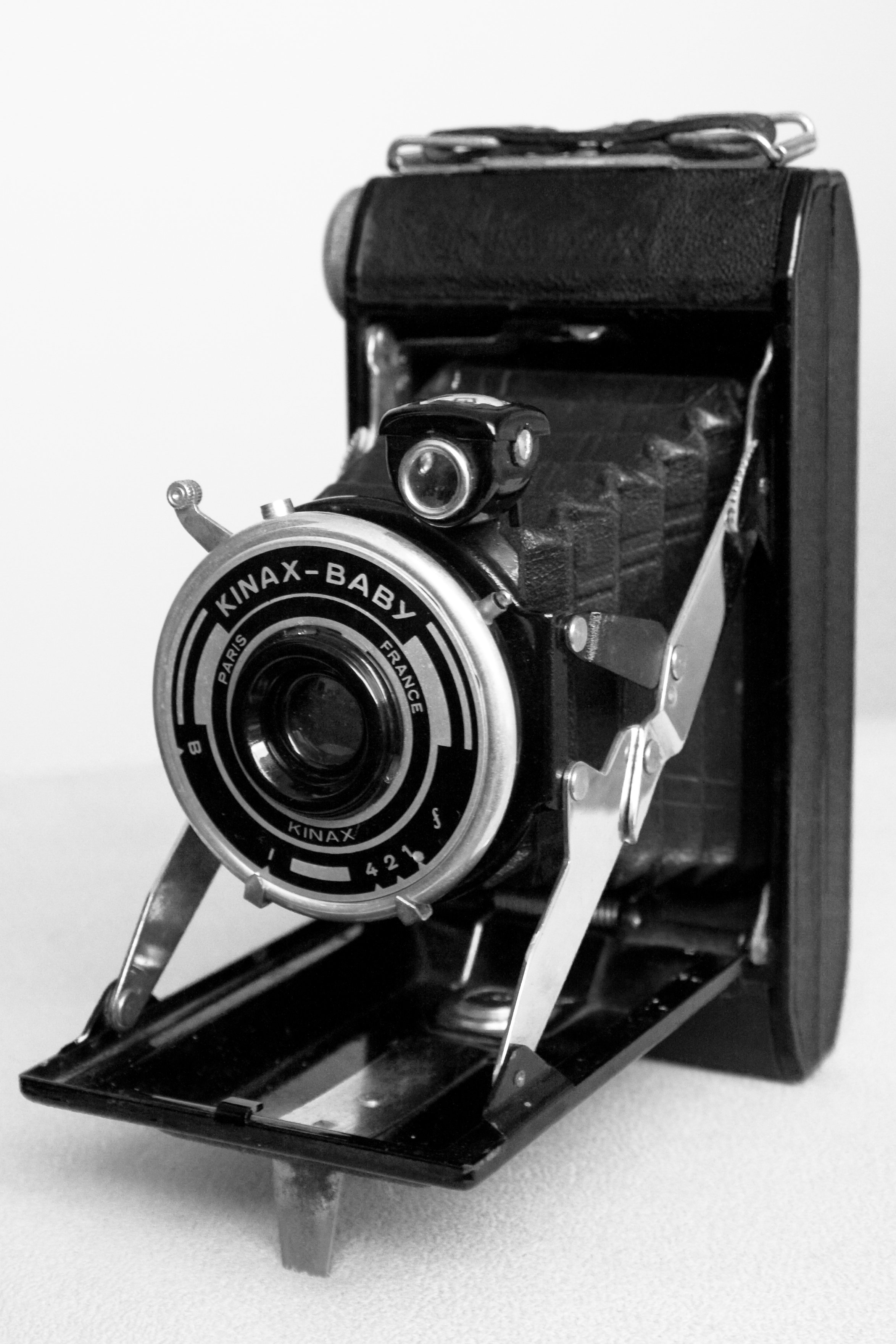
Un 6×9 pliant Kinax Baby fabriqué par Jousset (1950)

- Jonte : F. Jonte (Paris,  France)
- Jougla : J. Jougla (Paris,  France)
- Jousset : devenu IPO après 1945, marque Kinax (Paris et Montreuil,  France)
- Joux : L. Joux & Cie (Paris,  France)
- Jumeau & Janin  France)
- Junka-Werke (Nuremberg-Zirndorf,  Allemagne)
- J.V. (Paris,  France)

## K
- Kafta
- Kafanski : Fritz Kaftanski
- Kern (Aarau,  Suisse)

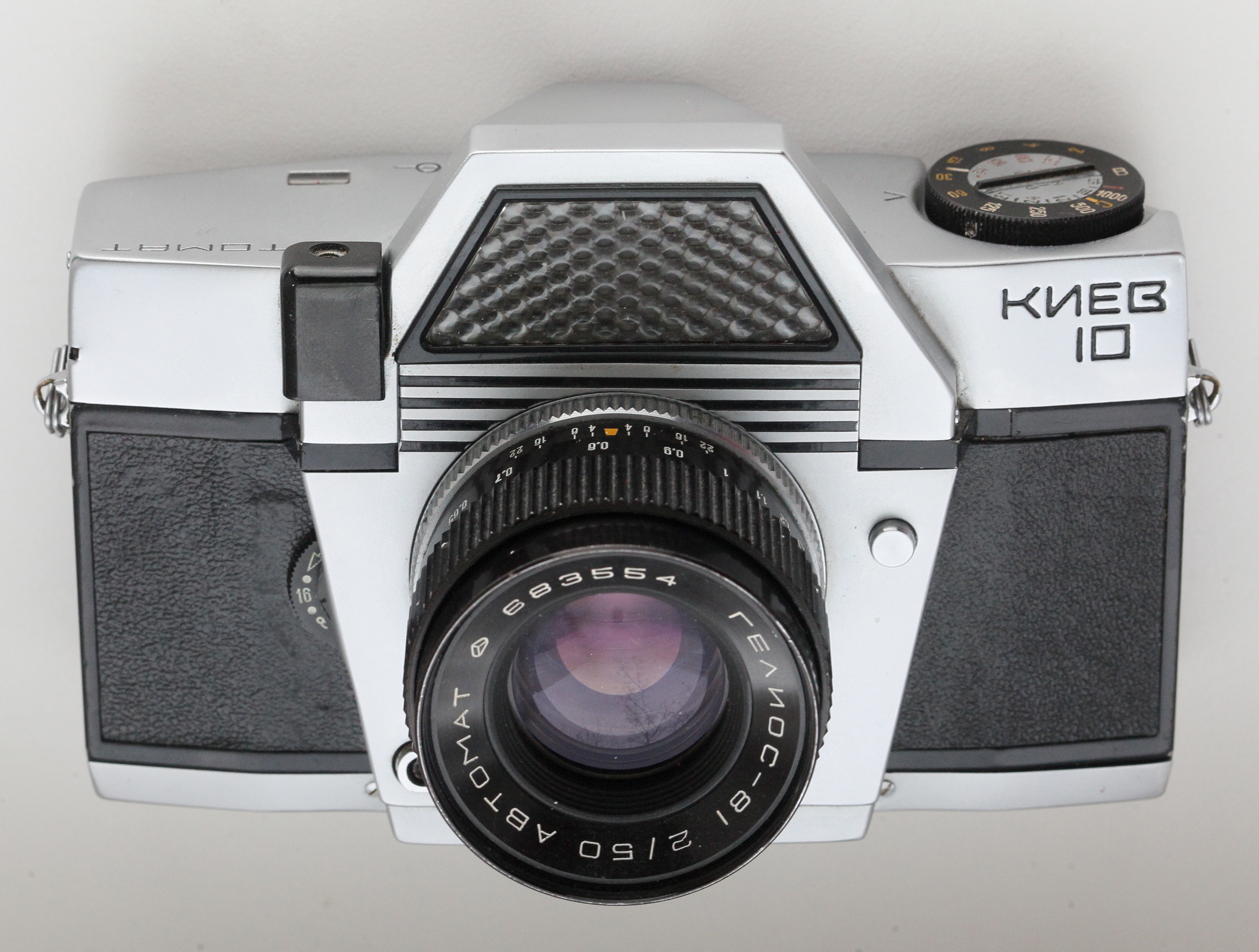
Un reflex 24×36 automatique Kiev 10 fabriqué par Kiev Arsenal (1965-1974)

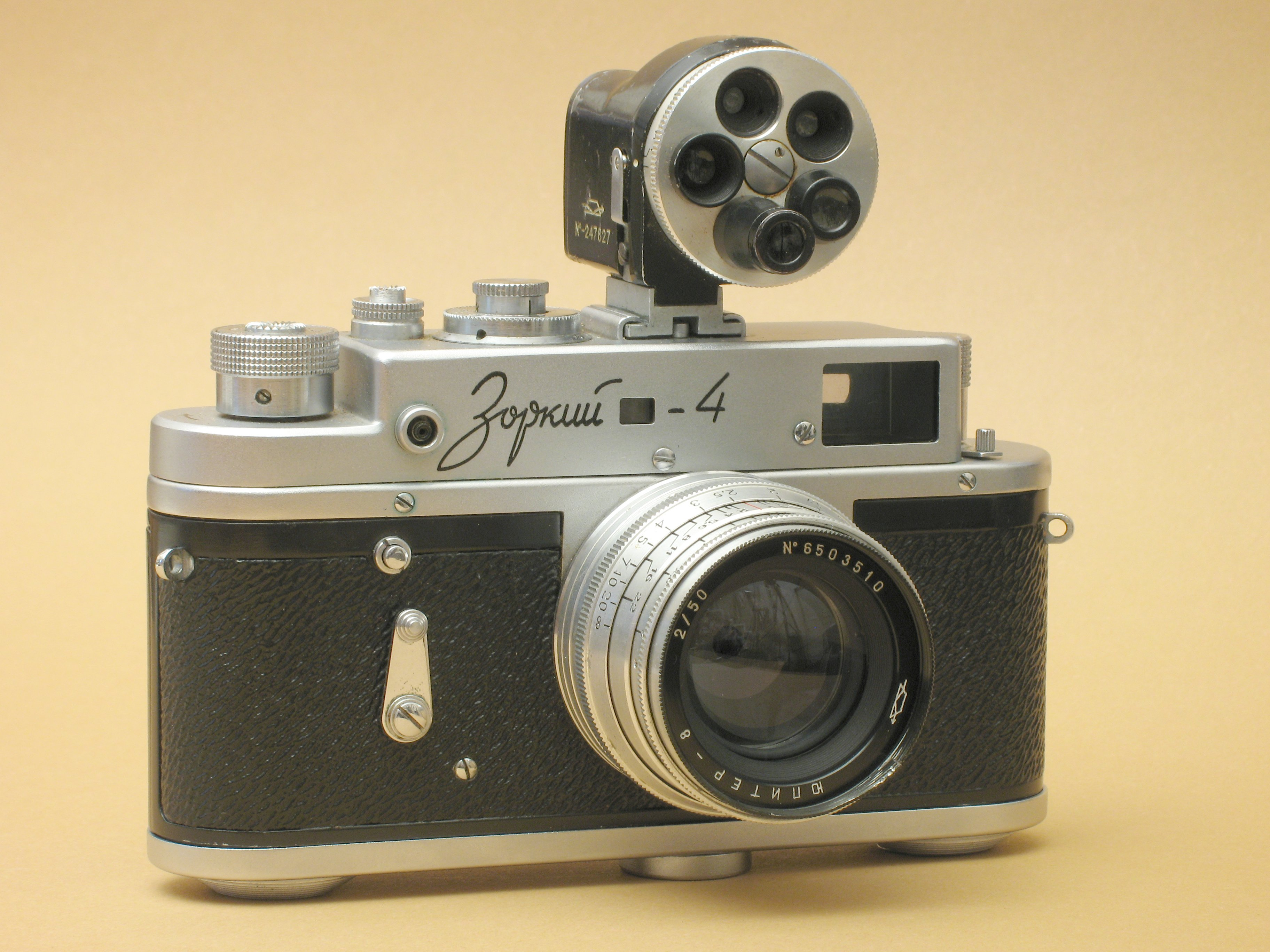
Un 24×36 télémétrique Zorki 4 fabriqué par KMZ (1956-1973)

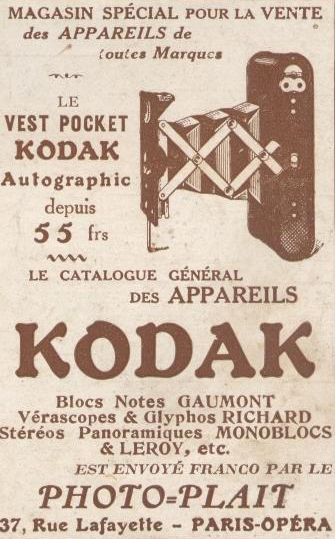
Une publicité Kodak de 1916

- Keystone : Berkey Keystone, Division of Berkey photo Inc. ( États-Unis)
- Kiev Arsenal (Kiev,  Ukraine)
- Kilfitt (Munich,  Allemagne)
- Kinax SA : sous-marque des Établissements Jousset (Montreuil-sous-Bois,  France)
- Kinoptik (Paris, Massy, Antony,  France)
- Klopcic : Louis Klopcic (Paris,  France)
- KMZ : Krasnogorski Mékhanitcheski Zavod (Krasnogorsk,  Russie)
- Koch (Paris,  France)
- Kochmann : Franz Kochmann (Dresde,  Allemagne)
- Kodak : Eastman Kodak Co; (Rochester, New-York,  États-Unis)
- Konica Corporation, Tokyo,  Japon), Konishiroku Kogaku  Japon)
- Korona ( Pologne)
- Korsten (Paris,  France)
- Kowa Optical Works, Kowa Co.  Japon)
- Krauss : E. Krauss (Paris,  France)
- Krauss : G.A. Krauss (Stuttgart,  Allemagne)
- Krügener : Dr. Rudolf Krügener (Frankfort-Bockheim,  Allemagne)
- Kunik : Walter Kunik K.G. (Francfort,  Allemagne)
- Kuribayashi Camera Works, Petri Camera Co. (Tokyo,  Japon)
- K.W. : Kamera-Werkstätten Guthe & Torsch (Dresde,  Allemagne)

## L

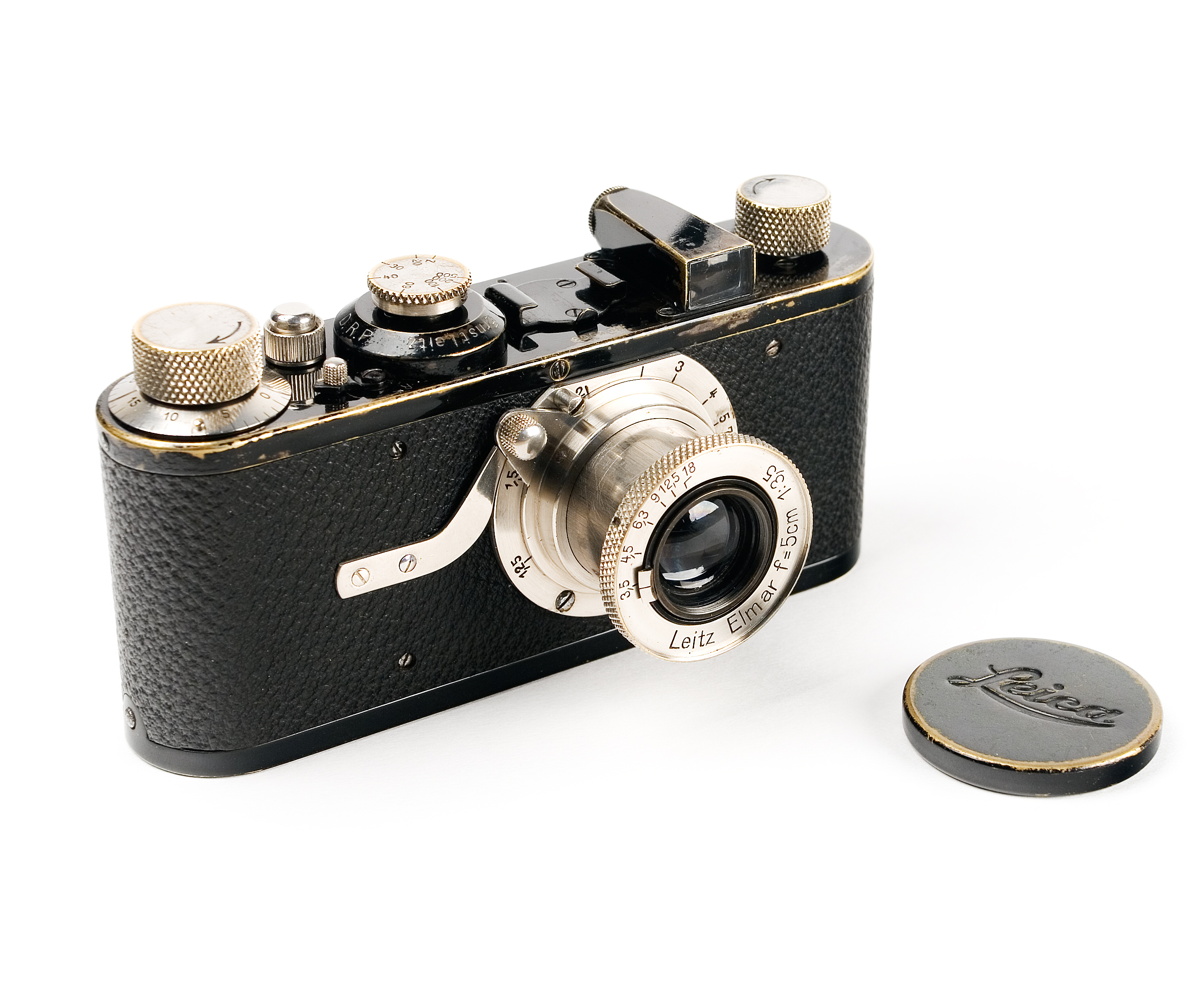
Un appareil Leica I, pionnier du format 24×36 (1925).

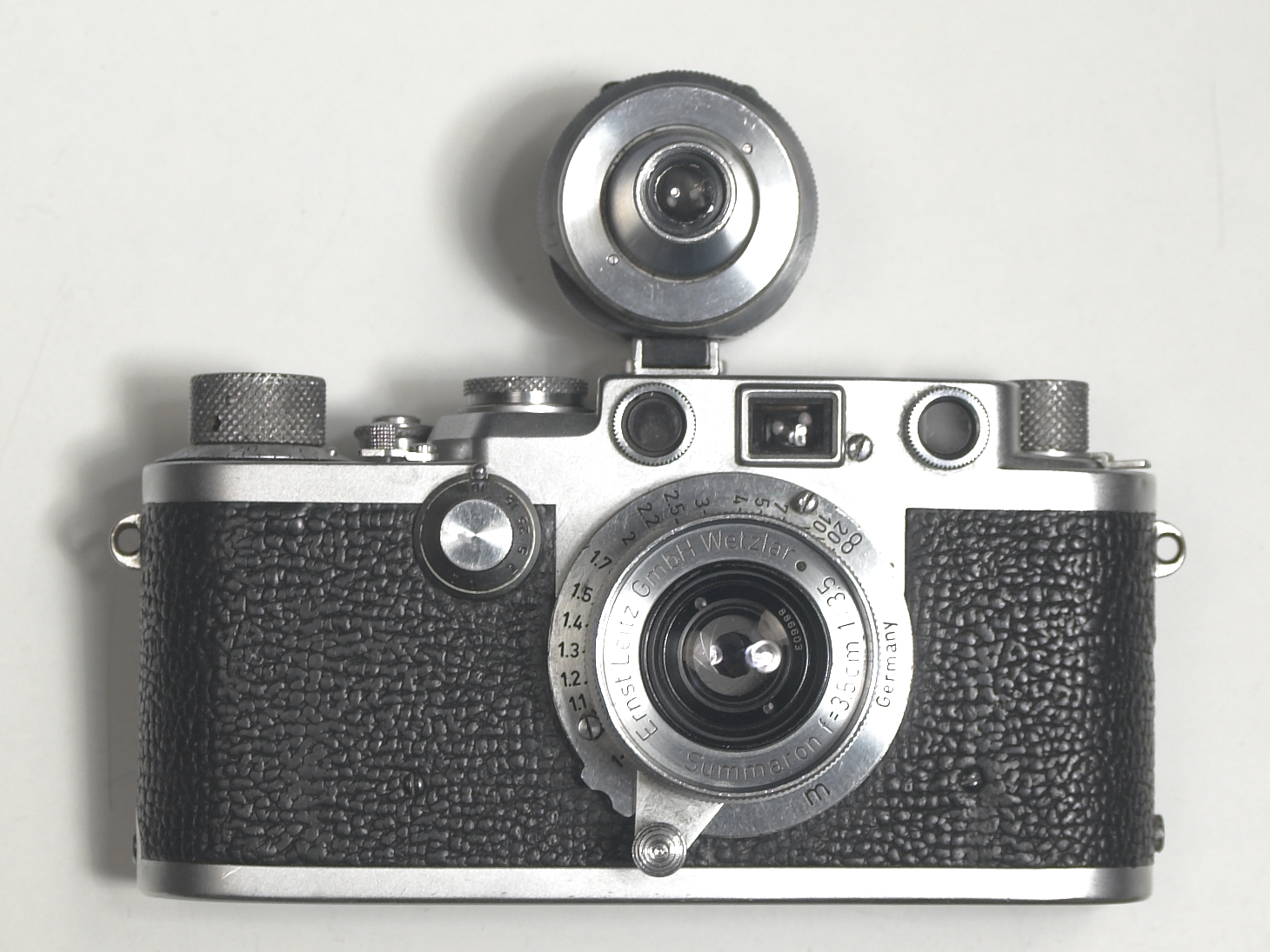
Un Leica IIIf de 1952.

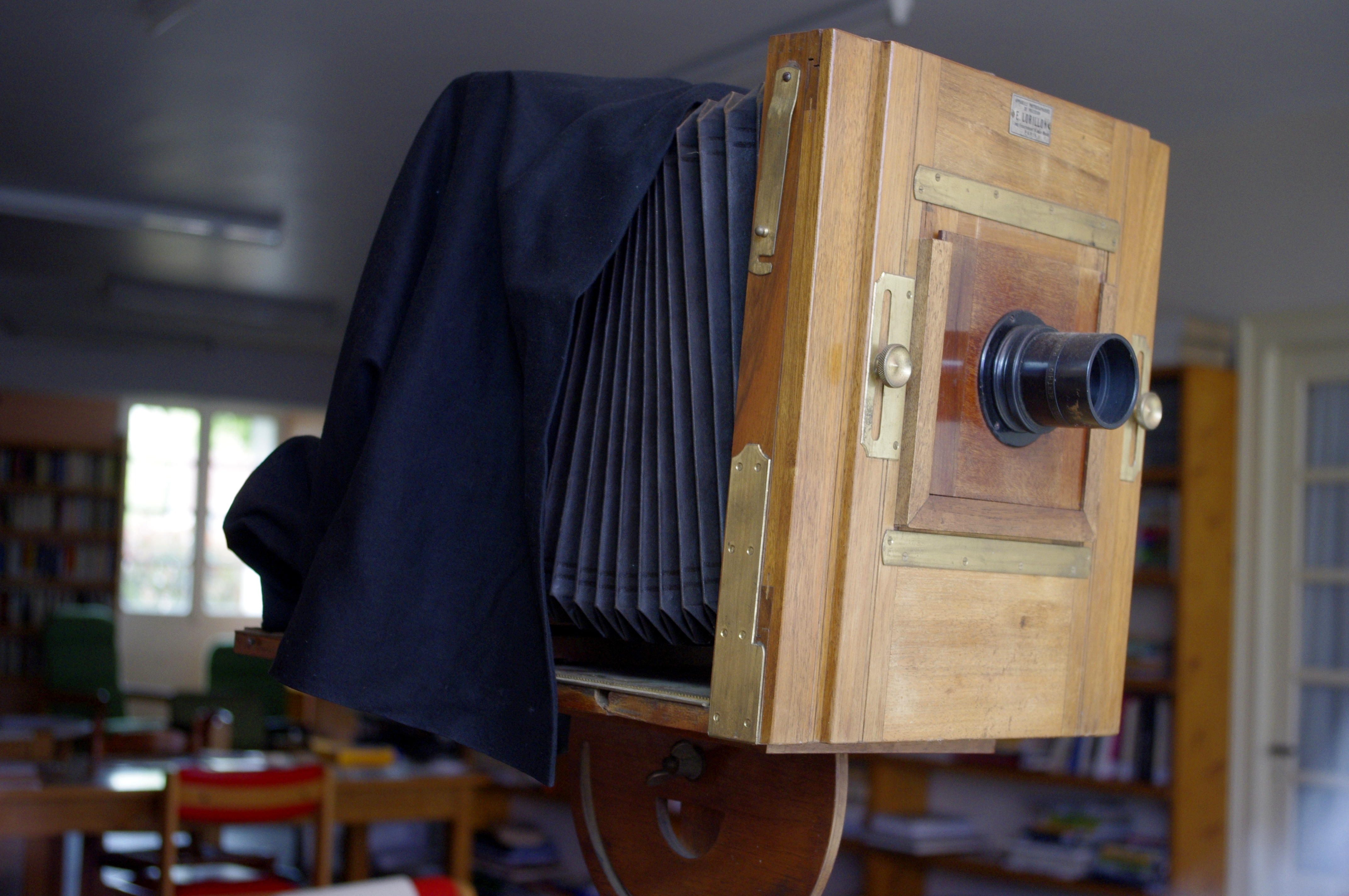
Appareil photo de marque E. Lorillon

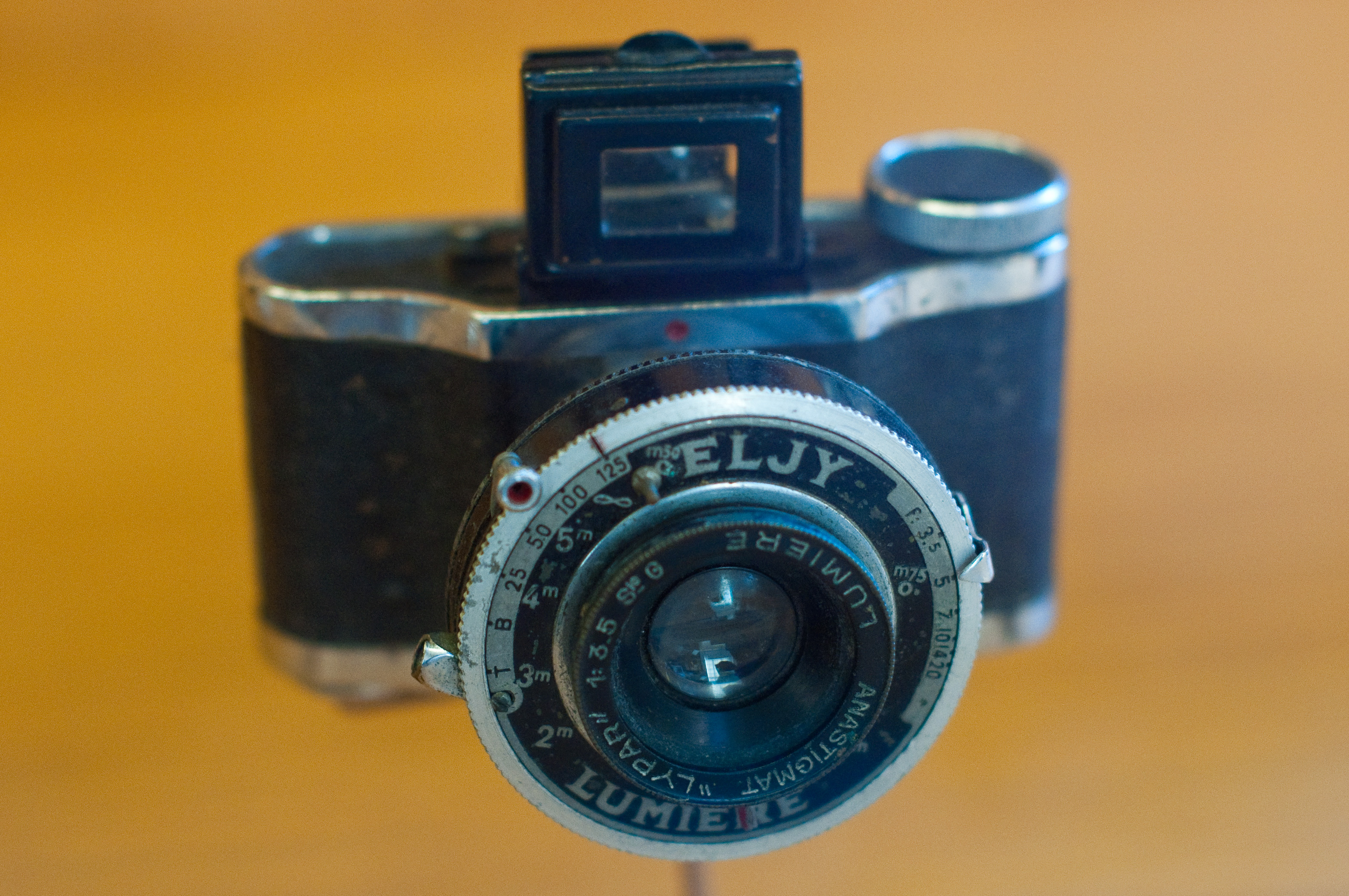
Un 24×36 miniature Super Eljy fabriqué par Lumière & Jougla (1937)

- Laboratorios Mecanicos M.C. ( Argentine)
- La Cinéscopie (Bruxelles,  Belgique)
- Lachaize : Paul Lachaize (Lyon,  France)
- Lacour-Berthiot (Paris,  France) : devenue S.O.M. Berthiot en 1913
- Lancart : Ets Lancart (Paris,  France)
- Lancaster : J. Lancaster (Birmingham,  Royaume-Uni)
- Le Docte : Armand Le Docte (Bruxelles,  Belgique)
- Lebiedzinski (Varsovie,  Pologne)
- Lehmann : A. Lehmann (Berlin,  Allemagne)
- Leica : Leitz : Ernst Leitz Gmbh (Solms,  Allemagne)
- Leidolf (Wetzlar,  Allemagne)
- Leitz : Ernst Leitz Gmbh (Wetzlar,  Allemagne) : Leica
- Le Page : Enrique Le Page and Co; (Buenos Aires,  Argentine)
- Lerebourg (Paris,  France)
- Lesueur & Ducos du Hauron  France)
- Leullier : Louis Leullier (Paris,  France)
- L.F.G. & Compagnie (Paris,  France)
- Liebe : V. Liebe (Paris,  France)
- Liesegang (Düsseldorf,  Allemagne)
- Light Industrial Products ( Chine)
- Linhof Präzisions-Kamera-Werk : Valentin Linhof (Munich,  Allemagne)
- Lippische Camerafabrik : Richter & Fisher Gmbh (Barntrup,  Allemagne)
- Lirba ( Espagne)
- Lollier : X. Lollier (Paris,  France)
- Loman & Co. (Amsterdam,  Pays-Bas)
- LOMO (Leningrad/St-Petersbourg,  Russie)
- Lorillon : E. Lorillon (Paris,  France)
- Lumière & Jougla (Lyon et Joinville-le-Pont,  France)

## M

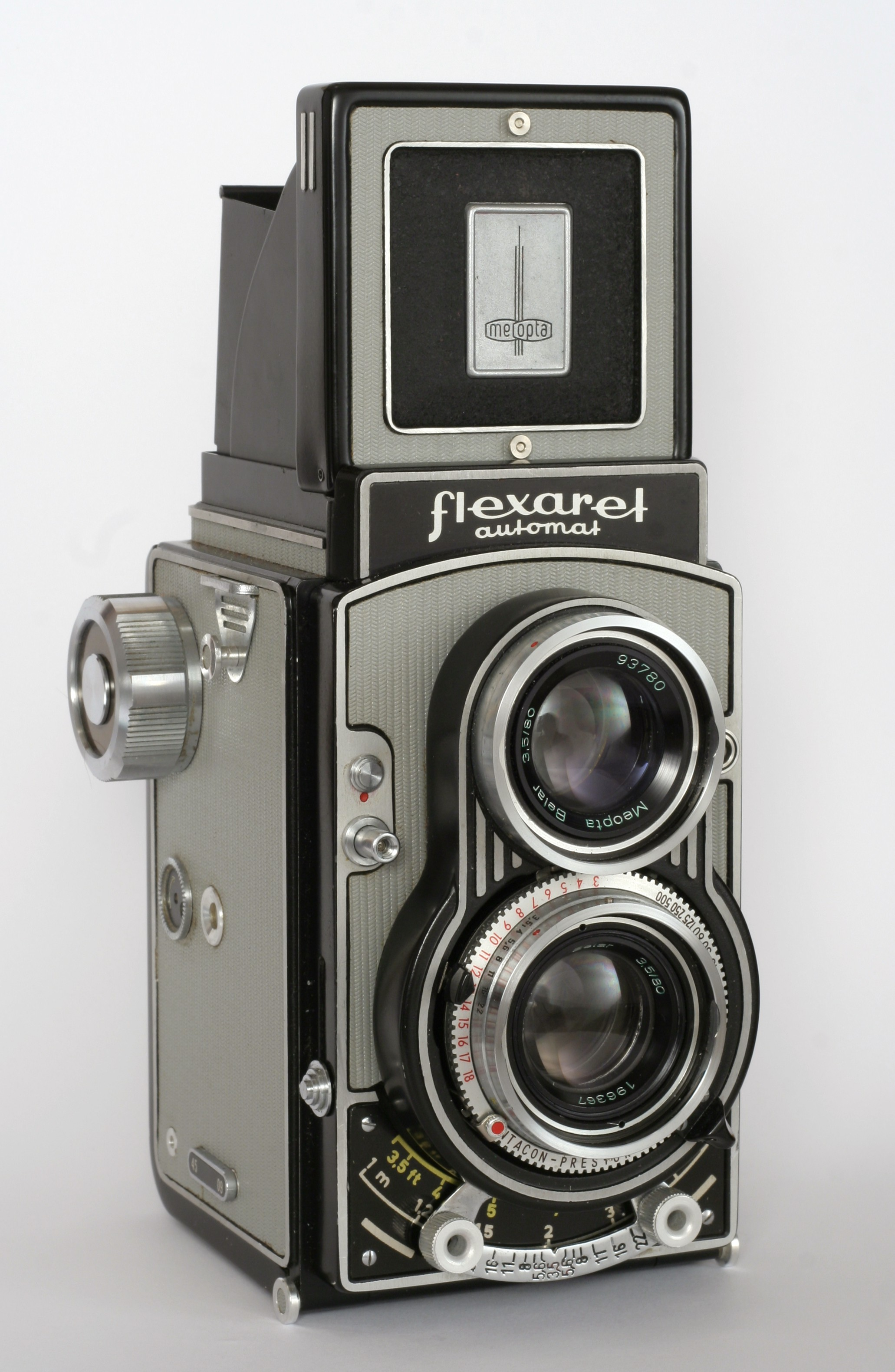
Un 6x6 Meopta Flexaret VII (1963-1971)

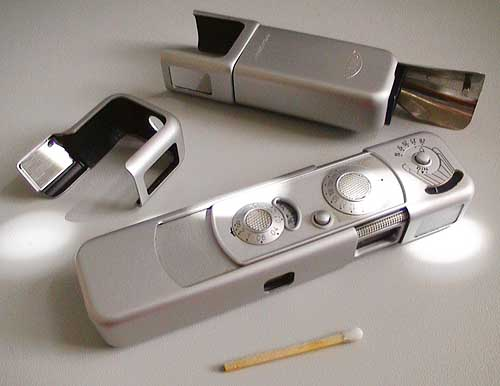
Un appareil miniature Minox B de format 8×11 mm avec un flash et un viseur d'angle (1958-1972)

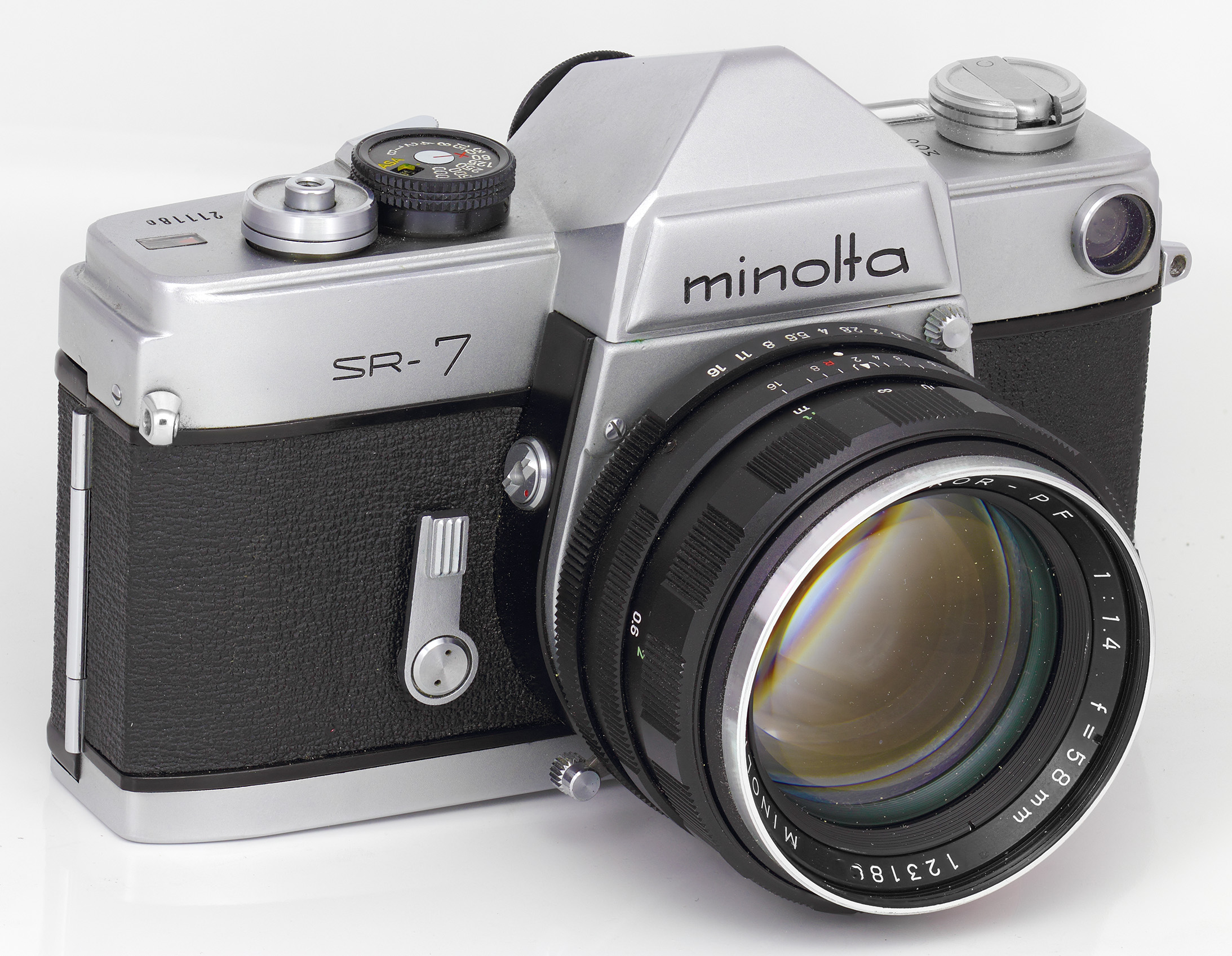
Un 24x36 reflex Minolta SR-7 à cellule au CdS (1962-1966)

- Mackenstein : H. Mackenstein (Paris,  France)
- Macris-Boucher (Paris,  France)
- Mamiya Camera Co. (Tokyo,  Japon)
- Manufrance : Manufacture française d'armes et cycles de Saint-Étienne (Saint-Étienne,  France), distributeur
- Marchand (Charbonnières-les-Bains,  France)
- Mazo : E. Mazo (Paris,  France)
- Mazur : Marek Mazur (Gdansk, Pologne)
- Mecaflex : sous-marque de Killfit (Munich) en partenariat avec Metz Apparatewerke (Fürth,  Allemagne) puis SEROA ( Monaco)
- Mécila : Nom de la société fabricant les appareils de Paul Lachaize.
- Mécaoptic : Sté Mécaoptic photo  France)
- Mendel : Georges Mendel (Paris,  France)
- Mendoza : Marco Mendoza (Paris,  France)
- Mentor-Kamerafabrik Goltz & Breutmann (Berlin et Dresde,  Allemagne)
- Meopta (Prerov,  Tchécoslovaquie)
- Merkel : Ferdinand Merkel (Tharandt,  Allemagne)
- Metz Apparatewerke (Fürth,  Allemagne)
- Meyer : Hugo Meyer & Co. (Görlitz,  Allemagne)
- M.F.A.P. : Manufacture française d'appareils photographiques, marque Pontiac (Paris, La Ferté-Macé et Casablanca)
- Mimosa A.G. (Dresde,  Allemagne)
- Minolta (Osaka,  Japon)
- Minox Gmbh (Giessen & Wetzlar,  Allemagne)
- MIOM / Photax (Manufacture d'isolants et d'objets moulés, Vitry-sur-Seine,  France)
- Miranda Camera Co. Ltd (Tokyo,  Japon)
- Mollier : Ets Mollier (Paris,  France)
- Mom (Budapest,  Hongrie)
- Monti : Charles Monti  France)
- M.P.P.: Micro Precision Products (Londres,  Royaume-Uni)
- Mundus  France)

## N

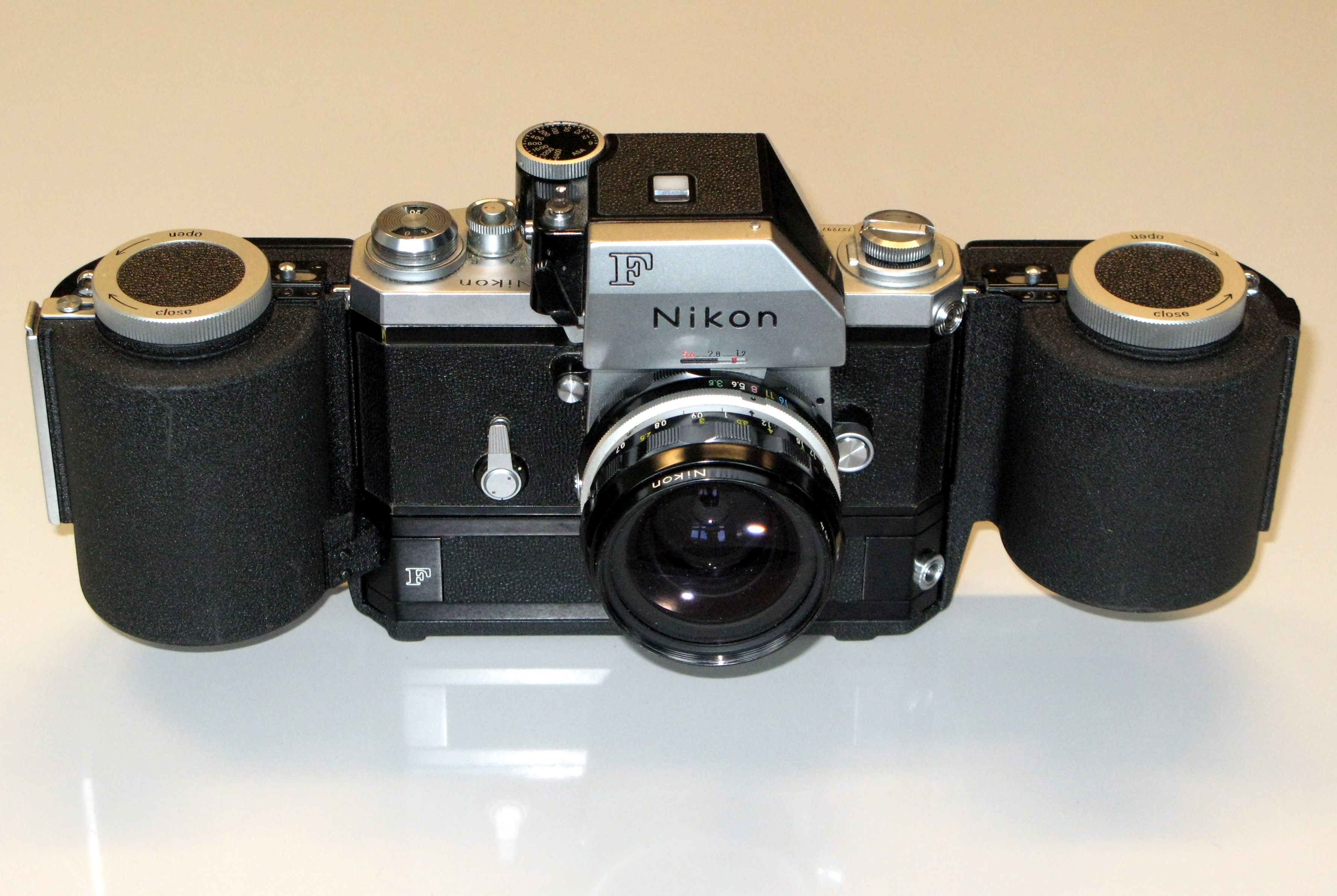
Un Nikon F, premier reflex modulaire produit en grande série (1959-1972)

- Nagel : Dr August Nagel Camerawerk (Stuttgart,  Allemagne)
- Neidig ( Allemagne)
- Neoca  Japon)
- Nettel Camerawerk (Sontheim-Heilbronn,  Allemagne)
- Nikon : Nippon Kogaku K.K. (Tokyo,  Japon)
- Norca : marque de la société FAP (Suresnes,  France)
- Noxa  France)

## O

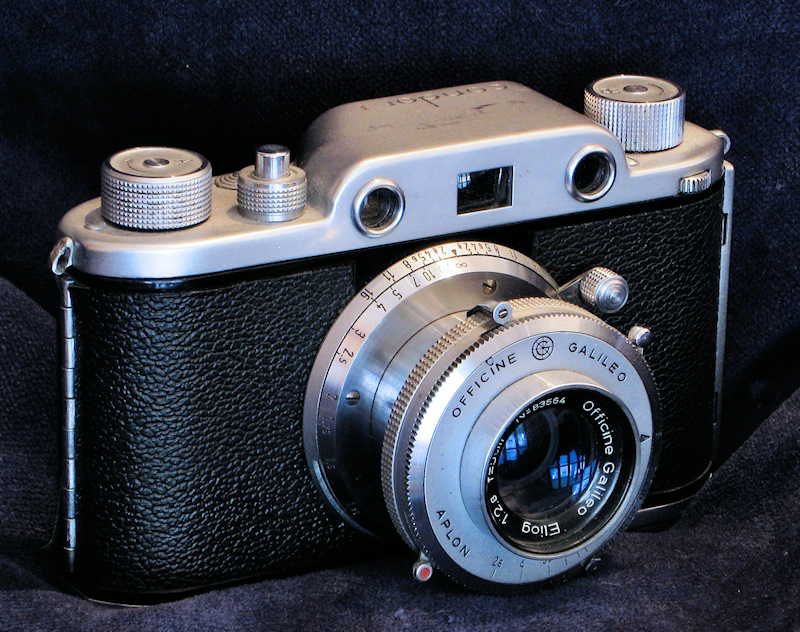
Un Ferrania Condor-1 fabriqué par Officine Galileo (1947)

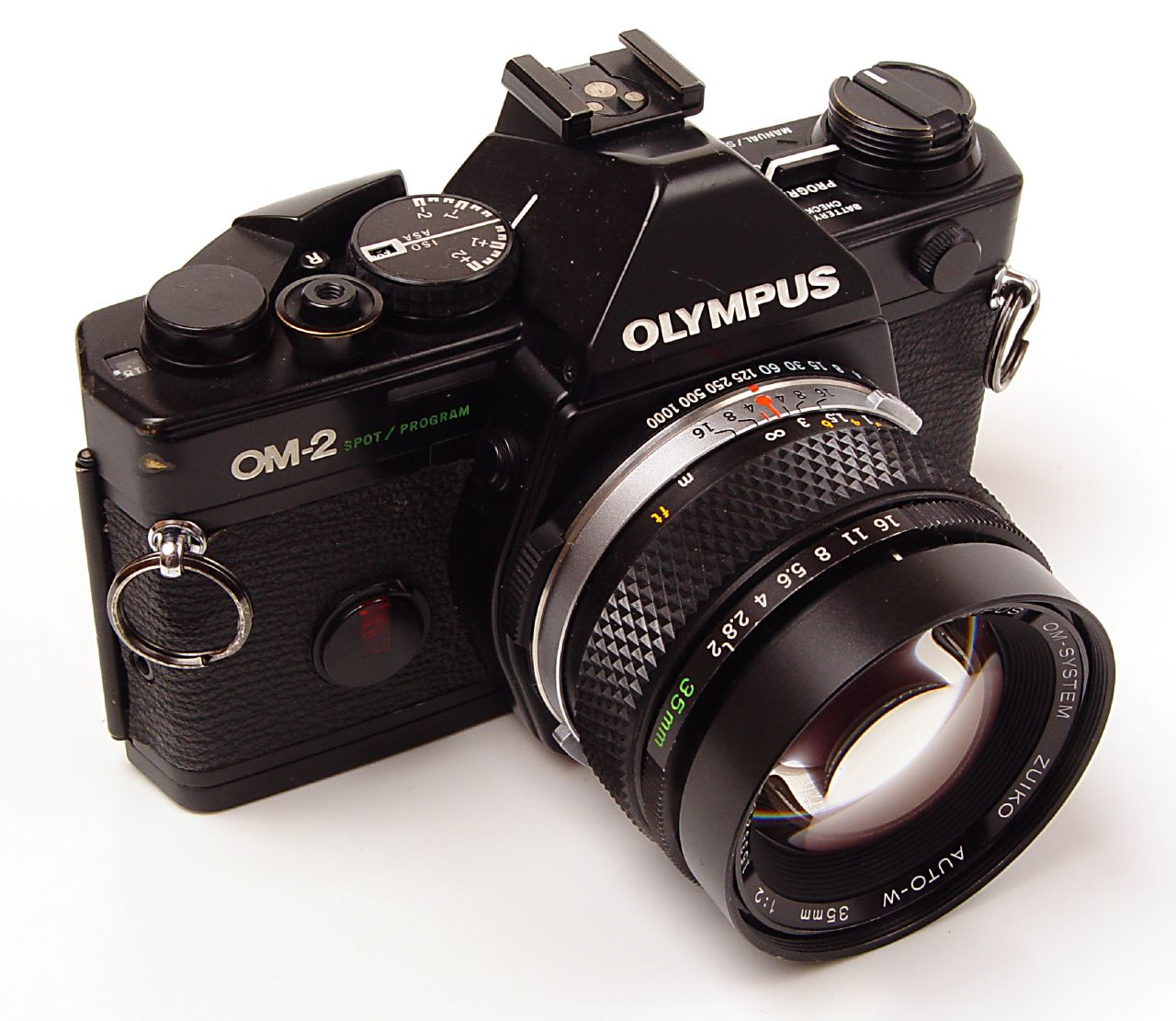
Un Olympus OM-2 SP (1984)

- Officine Galileo (Milan et Florence,  Italie)
- Okaya Kōgaku Kikai K.K.  Japon)
- Olbia (Paris,  France)
- Olympus Kogaku  Japon)
- O.P.L. : Optique et Précision de Levallois S.A. (Levallois-Perret et Châteaudun,  France)
- Optis (Paris,  France)
- Orionwerk A.G. (Hanovre,  Allemagne)
- Oshiro  Japon)
- Osram (Munich,  Allemagne)
- Oting (Caen,  France)
- Oude Delft / Old Delft (Delft,  Pays-Bas)

## P
- Papigny (Paris,  France)
- Panasonic : Matsushita  Japon)
- Paris : Georges Paris  France)
- Pathé (Paris,  France)
- Paul Lachaize

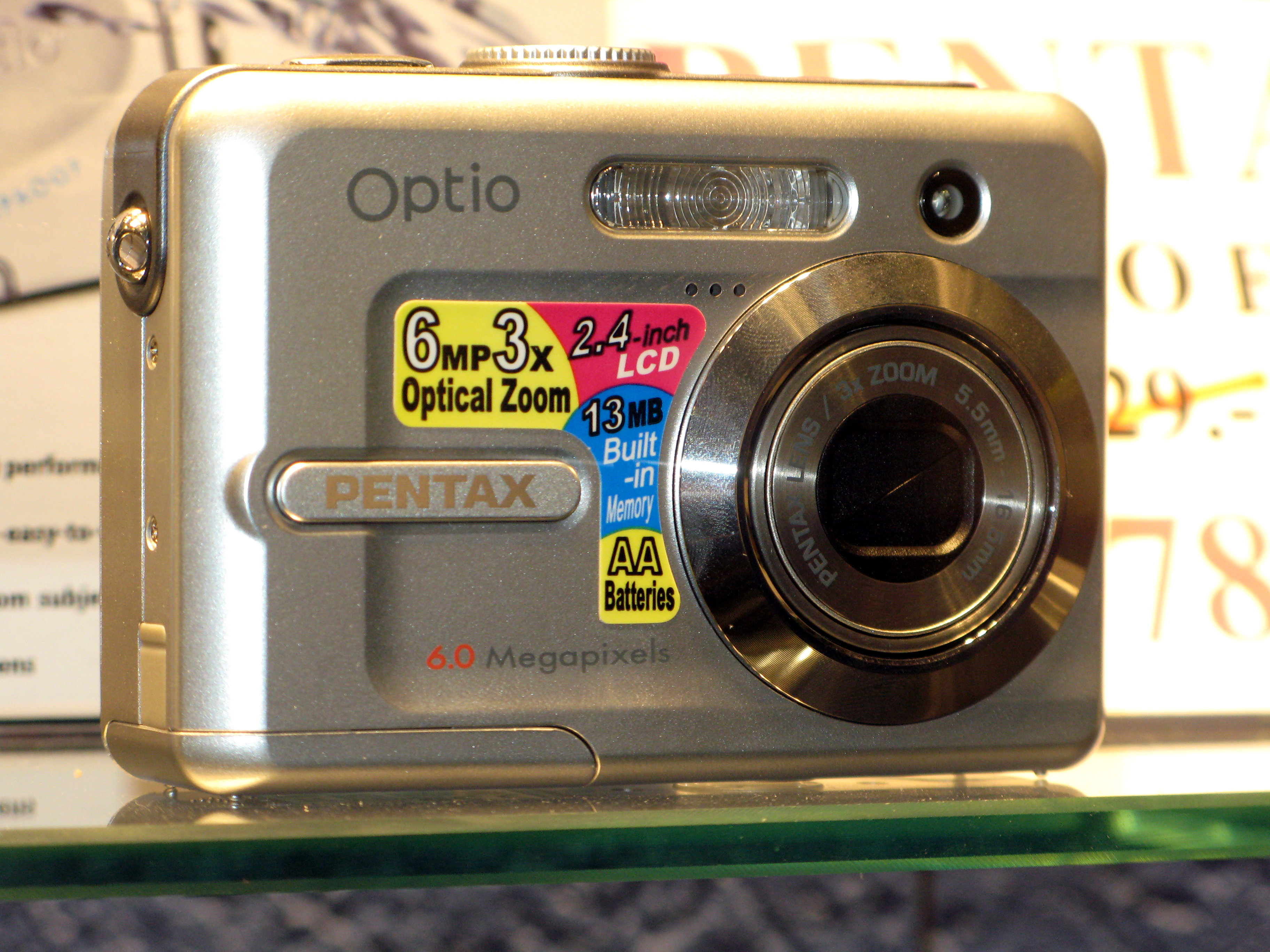
Un compact numérique Pentax (années 2000)

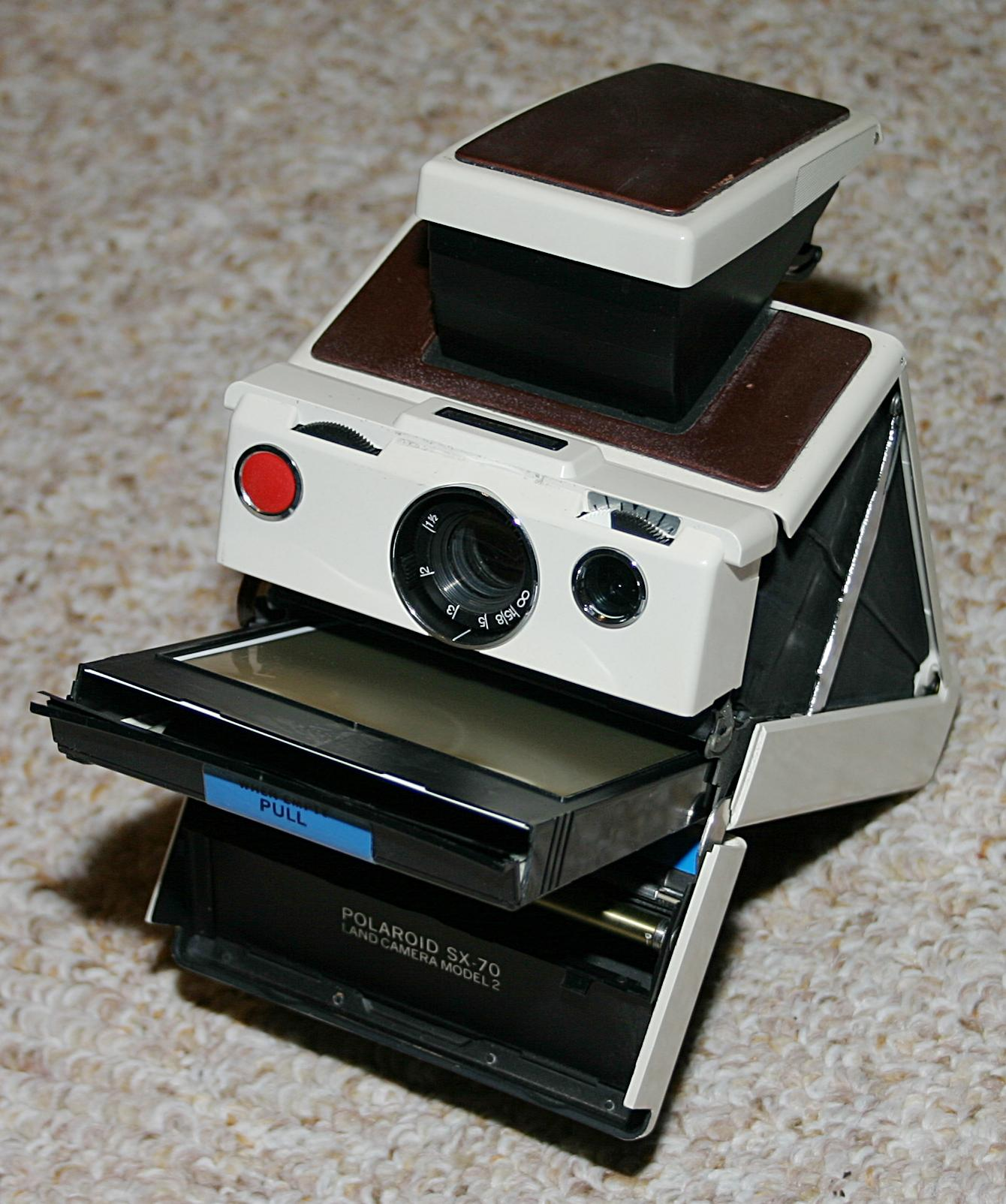
Un appareil à développement instantané Polaroid SX-70 (1972-1981)

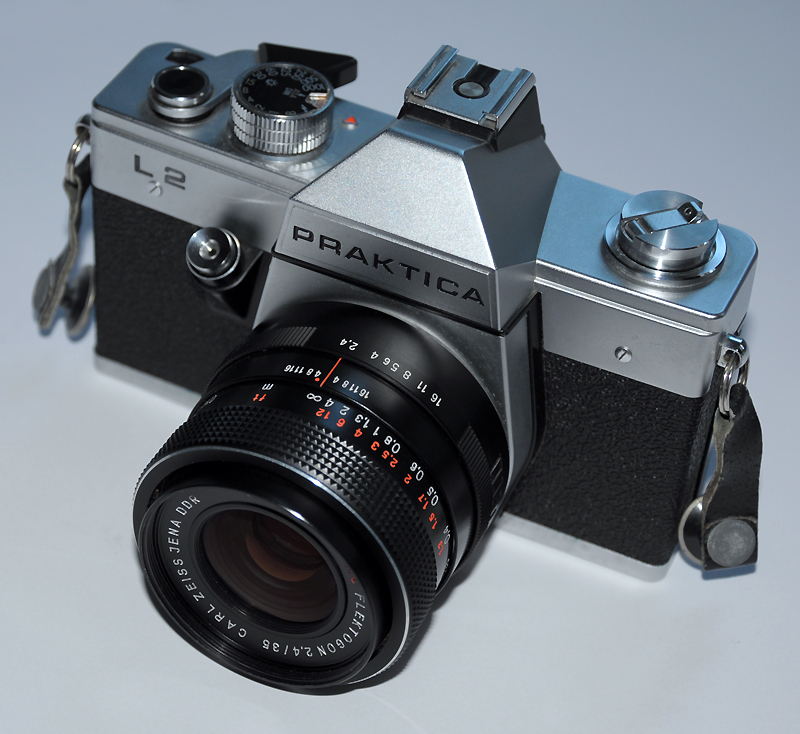
Un 24×36 reflex Praktica L2 fabriqué par Pentacon (1976)

- Pentacon : VEB Pentacon (Dresde,  Allemagne)
- Pentax : Asahi Kogaku (Tokyo,  Japon)
- Perka Präzisions-Camerawerk (Munich,  Allemagne)
- Petri : Kuribayashi  Japon)
- Photavit-Werk Gmbh (Nuremberg,  Allemagne)
- Photax : marque de la MIOM  France)
- Photo-Duc : Société Photo-Duc  France)
- Photo-Opéra (Paris,  France)
- Photographie Vulgarisatrice (Paris,  France)
- Photorex : Société française Photorex (Saint-Étienne,  France)
- Pierrat : André Pierrat (Les Lilas,  France), marque Drépy
- Pignons S.A. (Ballaigues,  Suisse) : marque Alpa
- Pipon (Paris,  France)
- Planchon : Victor Planchon (Boulogne-sur-Mer et Lyon,  France)
- Plaubel & Co. (Francfort-sur-le-Main,  Allemagne)
- Polaroid (Cambridge, Massachusetts,  États-Unis)
- Pontiac : marque d'appareils produits par la MFAP (Paris et La Ferté-Macé,  France, puis Casablanca,  Maroc)
- Porst : Hanns Porst (Nüremberg,  Allemagne)
- Poulenc frères (Paris,  France)
- Praktica (Dresde,  Allemagne)
- Précioptic : sous-marque d'O.P.L. (Levallois-Perret,  France)
- Prestinox (Villepinte,  France)
- Priox  France)
- Pyne (Manchester,  Royaume-Uni)
- PZO : Polskich Zakładów Optycznych (Varsovie,  Pologne)

## R
- Raaco (Strasbourg,  France)
- Rectaflex (Rome,  Italie jusqu'en 1955 puis  Liechtenstein jusqu'en 1958)
- RED Digital Cinema (Irvine, USA)

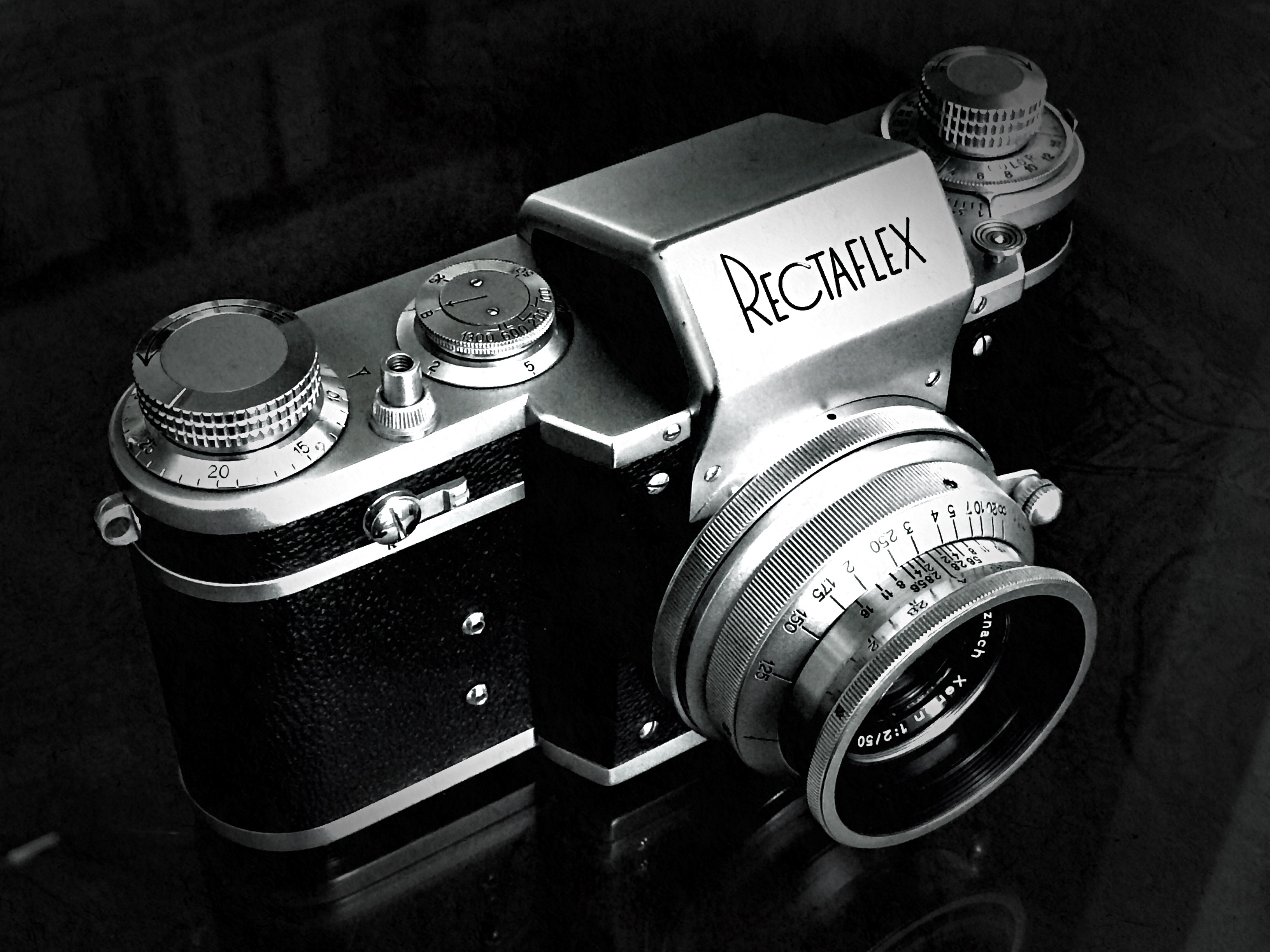
Un Rectaflex (1948-1958), premier reflex à visée entièrement redressée

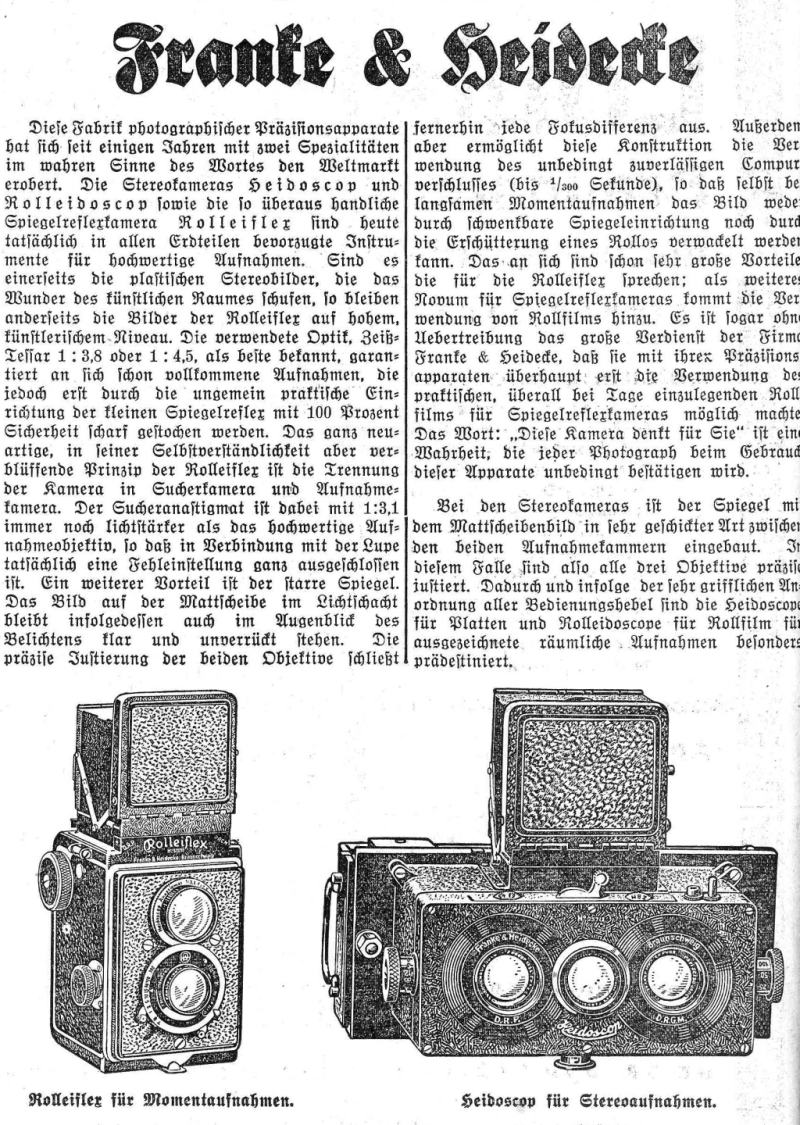
Une publicité des années 1920 pour des appareils Rollei

- Regula-Werk King K.G. (Bad Liebenzell & Horb,  Allemagne)
- Rex : marque de Photorex (Saint-Etienne,  France)
- Richard : Jules Richard (Paris,  France)
- Ritcher : Kamera-Werk C. Ritcher (Tharandt,  Allemagne)
- Ricoh : Riken Optical (Tokyo,  Japon), Ricoh Company Ltd
- Rietzschel : A. Heinrich Rietzschel Gmbh Optische Fabrik (Munich,  Allemagne)
- Riken Optical (Tokyo,  Japon), Ricoh Company Ltd : Ricoh
- Robot Foto und electronic (Düsseldorf,  Allemagne)
- Roche (photographie)
- Rochester Optical Co.  États-Unis
- Rodenstock : Optische Werke G. Rodenstock (Munich,  Allemagne)
- Rohen (Ivry-sur-Seine,  France)
- Rollei-Werke Franke & Heidecke (Braunschweig,  Allemagne)
- Roussel : H. Roussel (Paris,  France)
- Royal  Japon)
- Royer : René Royer (Fontenay-sous-Bois et Annemasse,  France)
- Royet : Paul Royet, marque SEM  (Saint-Étienne,  France).
- Ruberg & Renner (Hagen,  Allemagne)

## S

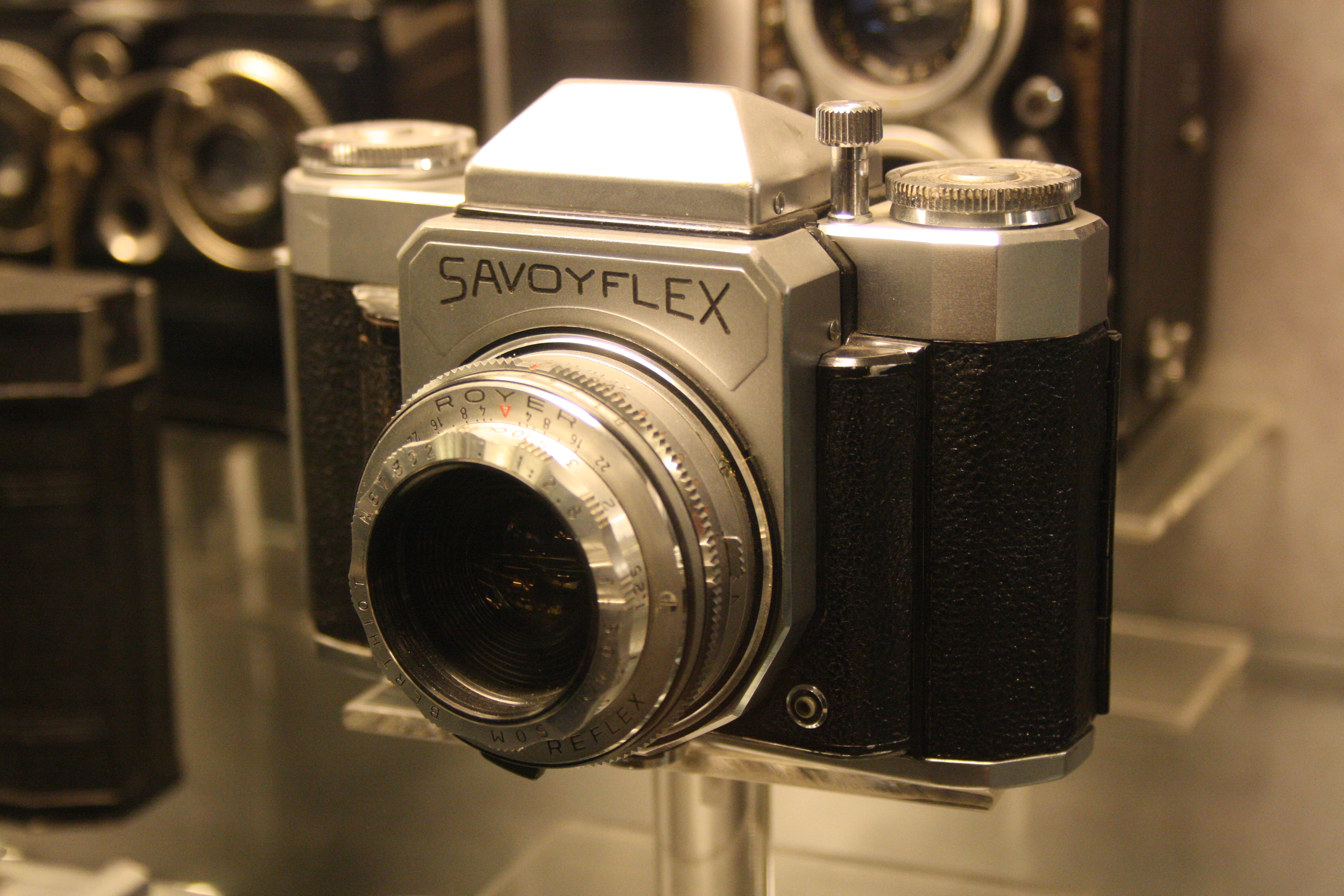
Un Savoyflex I (1958-1960)

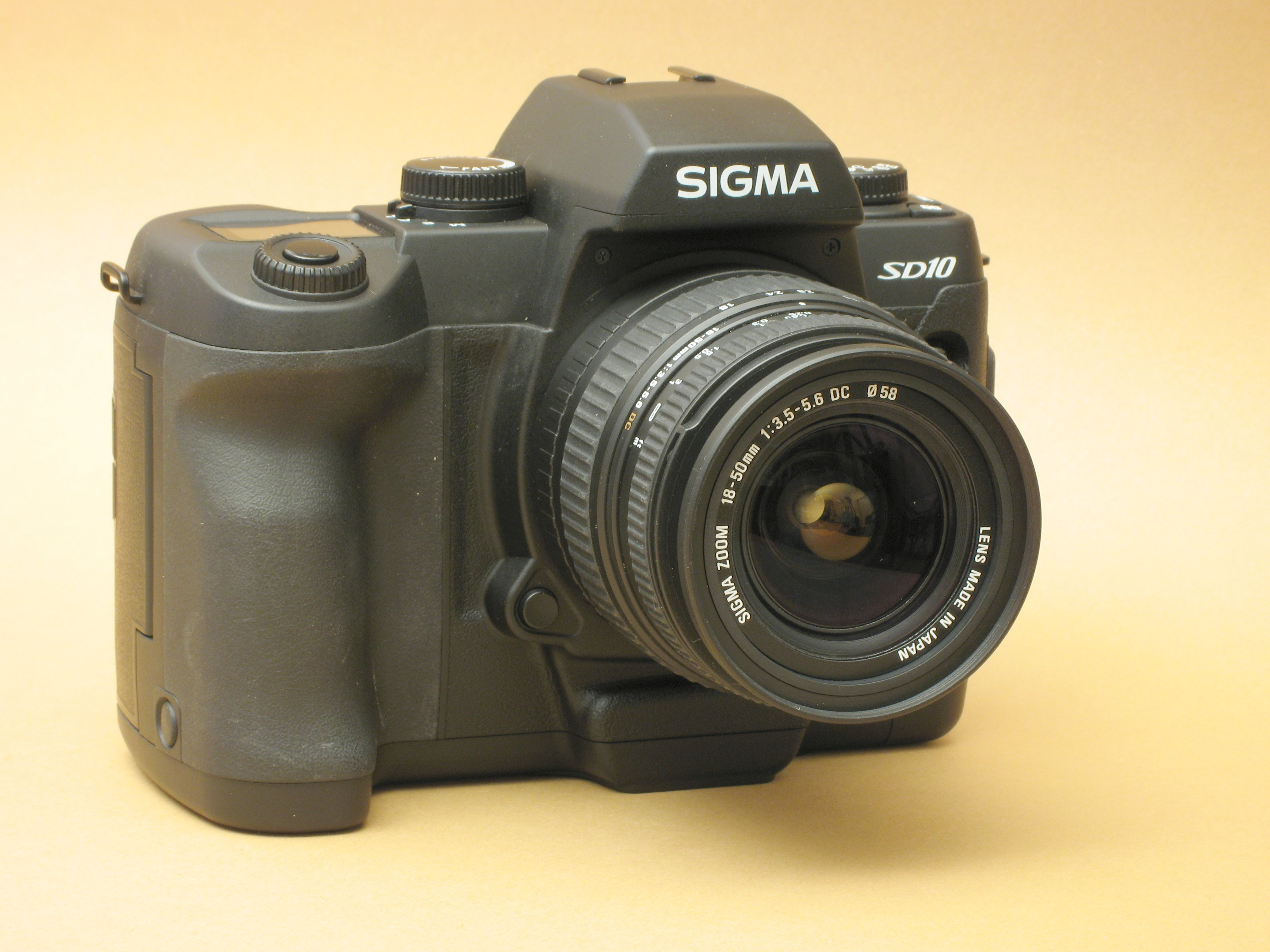
Un réflex numérique Sigma (années 2000)

- Sagem : Société d’applications générales électriques et mécaniques  France)
- Sanderson Camera Works ( Royaume-Uni)
- Sanei Sangyo KK : Samoca  Japon)
- Savoy et Savoyflex : sous-marques de Royer (Annemasse,  France)
- Sawyers Inc. (Portland, Oregon,  États-Unis)
- SCAP : Sté de construction d'appareils photographiques (Levallois-Perret,  France)
- Schneider Kreuznach : Jos. Schneider Optische Werke GmbH (Bad Kreuznach,  Allemagne)
- Secam (Paris,  France) : Créée par Fritz Kaftanski pour commercialiser le Stylophot.
- Seiko Epson  Japon)
- SEM : Sté des établissements modernes (Saint-Étienne puis Aurec,  France)
- SEROA: Société d'étude et de recherche optique et acoustique ou Société d'études et de réalisations optiques et analytiques ( Monaco)
- SFOM : Sté française d'optique mécanique
- Shinano  Japon)
- Sida : Sida Gesellschaft für photographische Apparate Gmbh (Berlin,  Allemagne)
- Sidax
- S.I.A.P. : Société industrielle d’appareils de précision (Puteaux,  France)
- Sigma (Kawasaki,  Japon)
- Sigriste : J.G. Sigriste (Paris,  France)
- Simda (Fontenay-sous-Bois,  France)
- Sinar ( Suisse)
- S.I.T.O. : Société industrielle de techniques optiques, marque Royer (Fontenay-sous-Bois et Annemasse,  France)
- Soligor  Japon)
- S.O.M. Berthiot : Société d'optique et de mécanique de haute précision (Paris et Dijon,  France)
- Spirotechnique (Levallois-Perret,  France)
- S.P.O. : Sté de photographie et d'optique (Carpentras, Vaucluse,  France)
- Steineck Kamerawerk (Pappenheim & Tutzing,  Allemagne)
- Steinheil : Optische Werke C.A. Steinheil Söhne Gmbh (Munich,  Allemagne)
- Stirn : C.P. Stirn, (Stirn & Lyon, New-York, USA), RUDOLPH STIRN (Berlin,  Allemagne)
- Suzuki Optical Co.  Japon)
- Switar : sous-marque de Kern ( Suisse)

## T

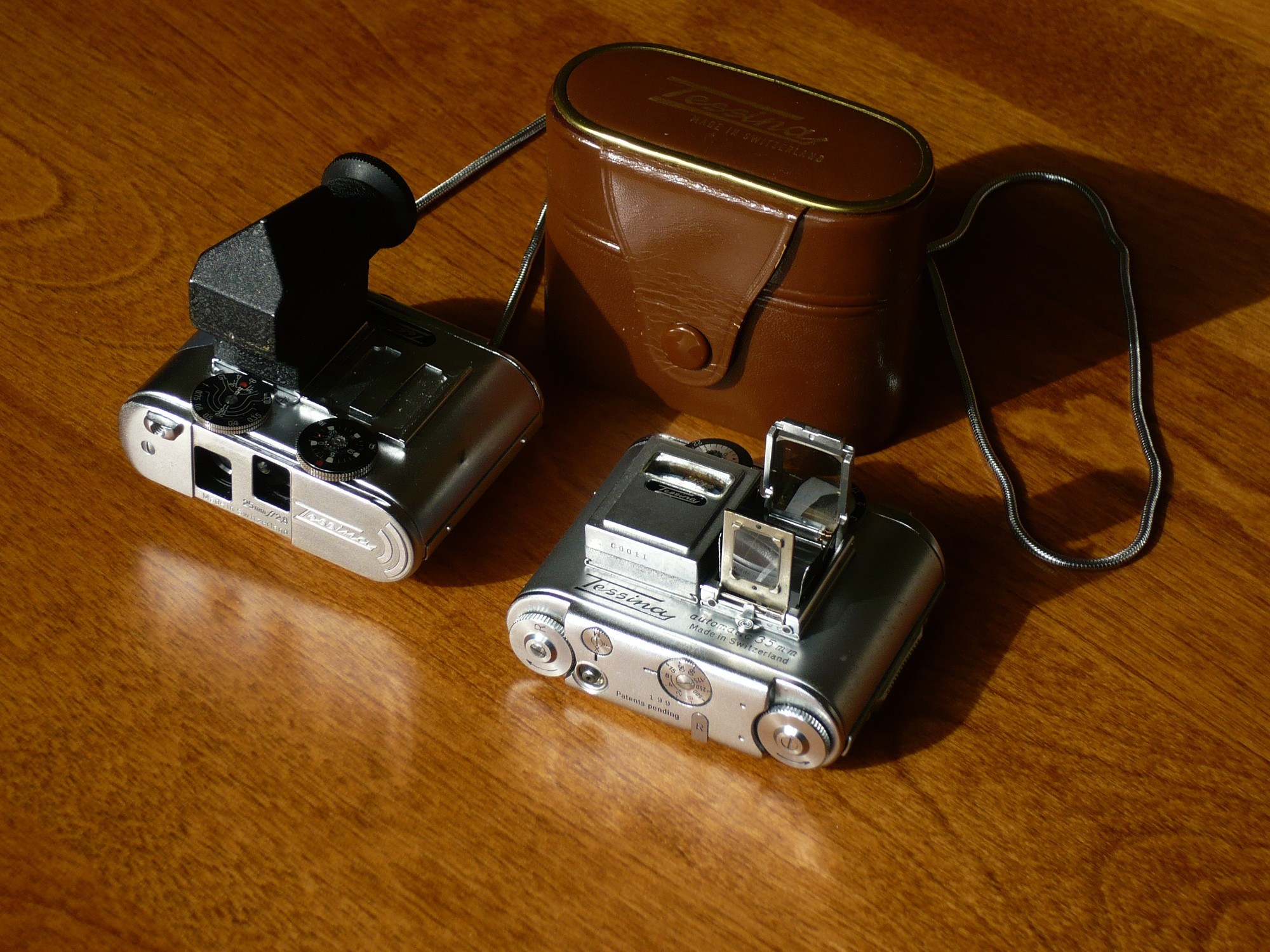
Deux mini-reflex bi-objectif 14×21 mm Tessina (1957-1996)

- Talbot : Romain Talbot (Berlin,  Allemagne)
- Talbot : Walter Talbot (Berlin,  Allemagne)
- Talbot & Eamer Co. (Londres,  Royaume-Uni)
- Target (Paris,  France)
- Taron Co. Ltd, Nippon Kosokki Inc., Nihon Kosokki Inc.  Japon)
- Tayodo Koki K.K. puis Beauty Co. Ltd  Japon)
- Telka : sous-marque de Demaria-Lapierre  France)
- Tessina (Granges,  Suisse) : sous-marque de Concava S.A. (Lugano,  Suisse)
- Thornton-Pickard Mfg Co. (Altrincham,  Royaume-Uni)
- Tiranti : Cesare Tiranti (Rome,  Italie)
- Tiranty : Spécialités Tiranty (Paris,  France)
- Tokina Co., Ltd  Japon)
- Topcon : Tokyo Kogaku Kikai K.K., Tokyo Optical Co. (Tokyo,  Japon)
- Tougodo Optical, Togodo Optical Co. Ltd, Togodo Sangyo Ltd (Toyohashi,  Japon)
- Tourret-Narat (Saint-Étienne,  France)
- Trambouze (Paris,  France)
- Turillon : Louis Turillon (Paris,  France)

## U
- Uelzener Camera-Werkstätte Gmbh (Uelzen,  Allemagne)
- Universal Camera Corp. (New-York City,  États-Unis)

## V
- Vega S.A. (Genève,  Suisse)

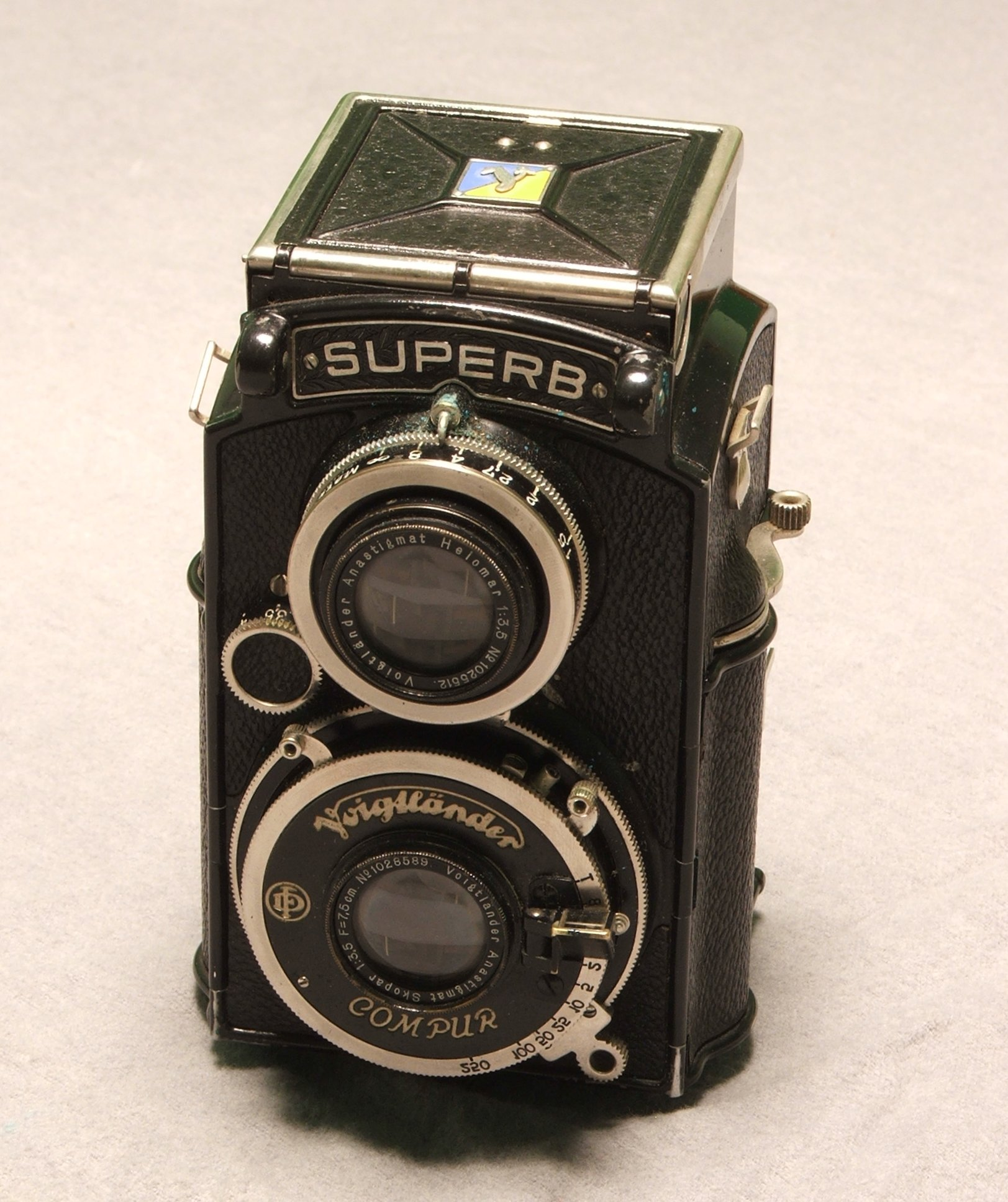
Un 6×6 Voigtländer Superb-1 (1935)

- Vérascope : marque d'appareils stéréoscopiques de Jules Richard (Paris,  France)
- Vergne (photographie)
- Vivitar  Japon)
- Voigtländer & Sohn A.G. (Braunschweig,  Allemagne)
- Voomp : Voomp Opytny Zavod (Léningrad,  Russie)
- Vredeborch Gmbh (Nordenham,  Allemagne)
- Vrsofot (Prague,  Tchécoslovaquie)

## W
- Waldes & Co. (Dresden,  Allemagne)

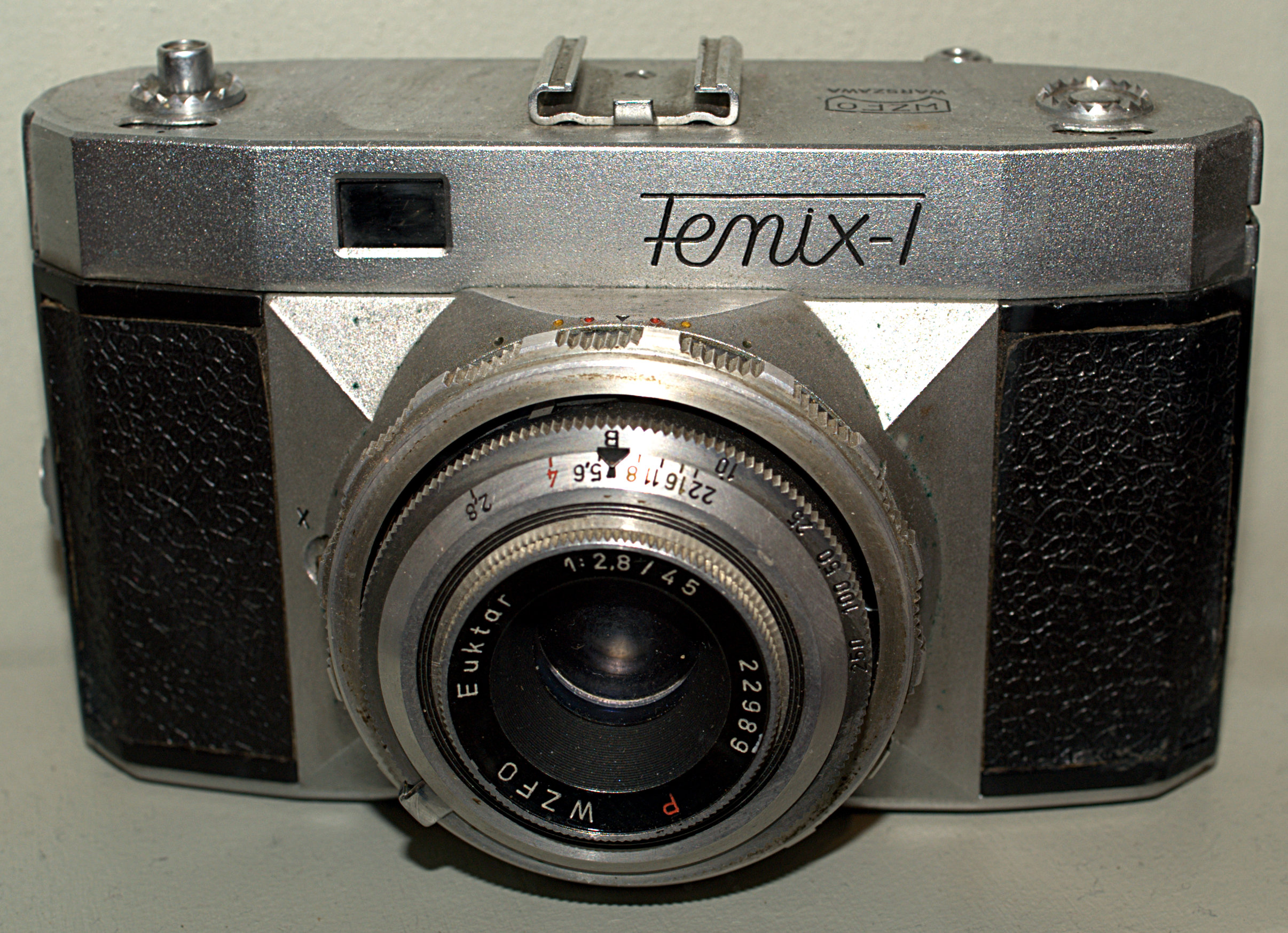
Un 24x36 Fenix-I fabriqué par WZFO (1954)

- Walz Camera Co. Ltd, Walz Trading Co.  Japon)
- Welta-Kamera-Werke (Freital,  Allemagne)
- Wirgin : Gebruder Wirgin (Wiesbaden,  Allemagne) : Edixa
- WZFO : Warszawskie Zakłady Fotooptyczne (Varsovie, Pologne), absorbé par PZO à la fin des années 1960

## Y
- Yamato  Japon)

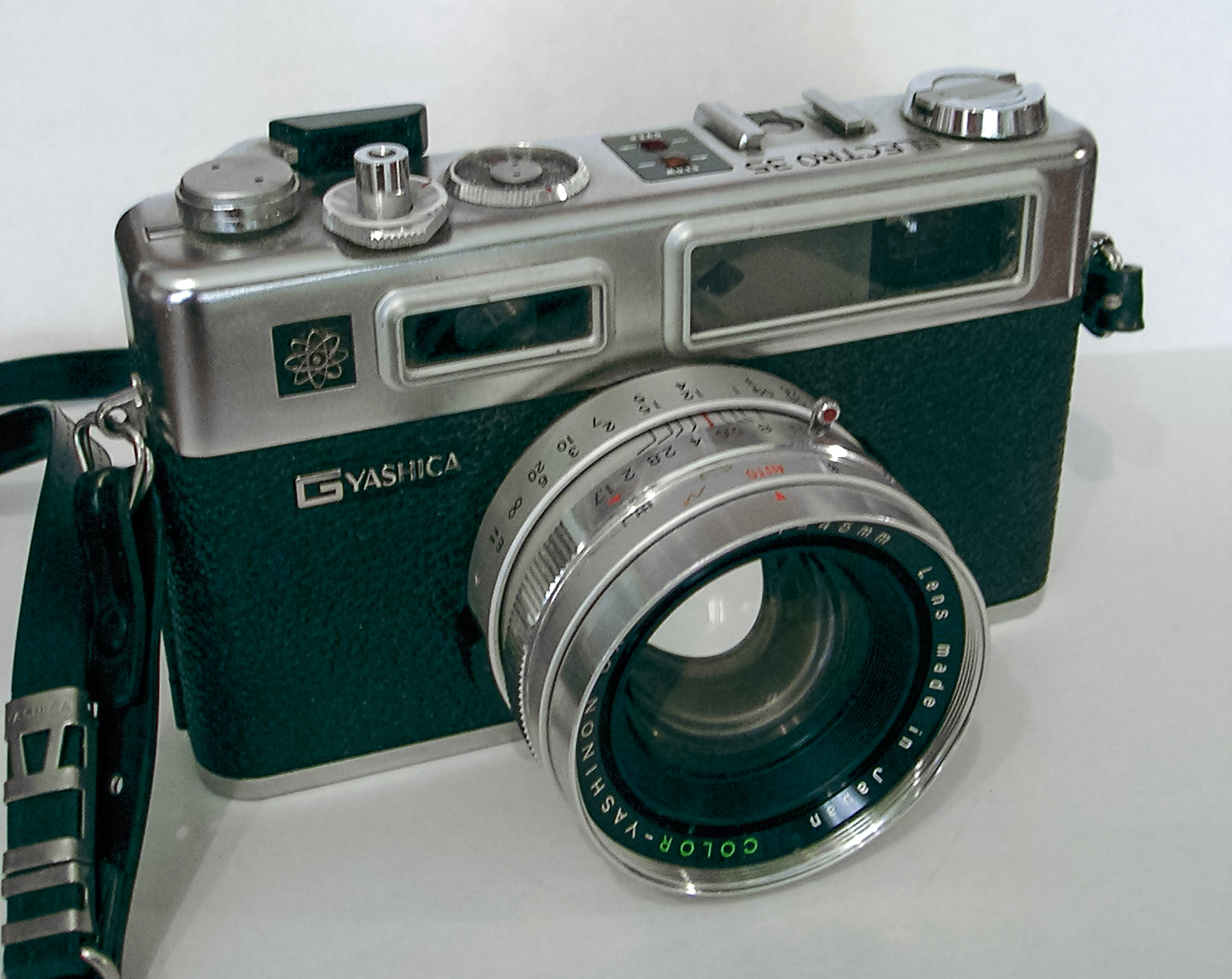
Un Yashica Electro 35 (1966)

- Yashica Co., Yashima Optical, Yashica-Kyocera (Tokyo,  Japon)
- Yongnuo (Shenzhen,  Chine)

## Z
- Zar Camera Co.

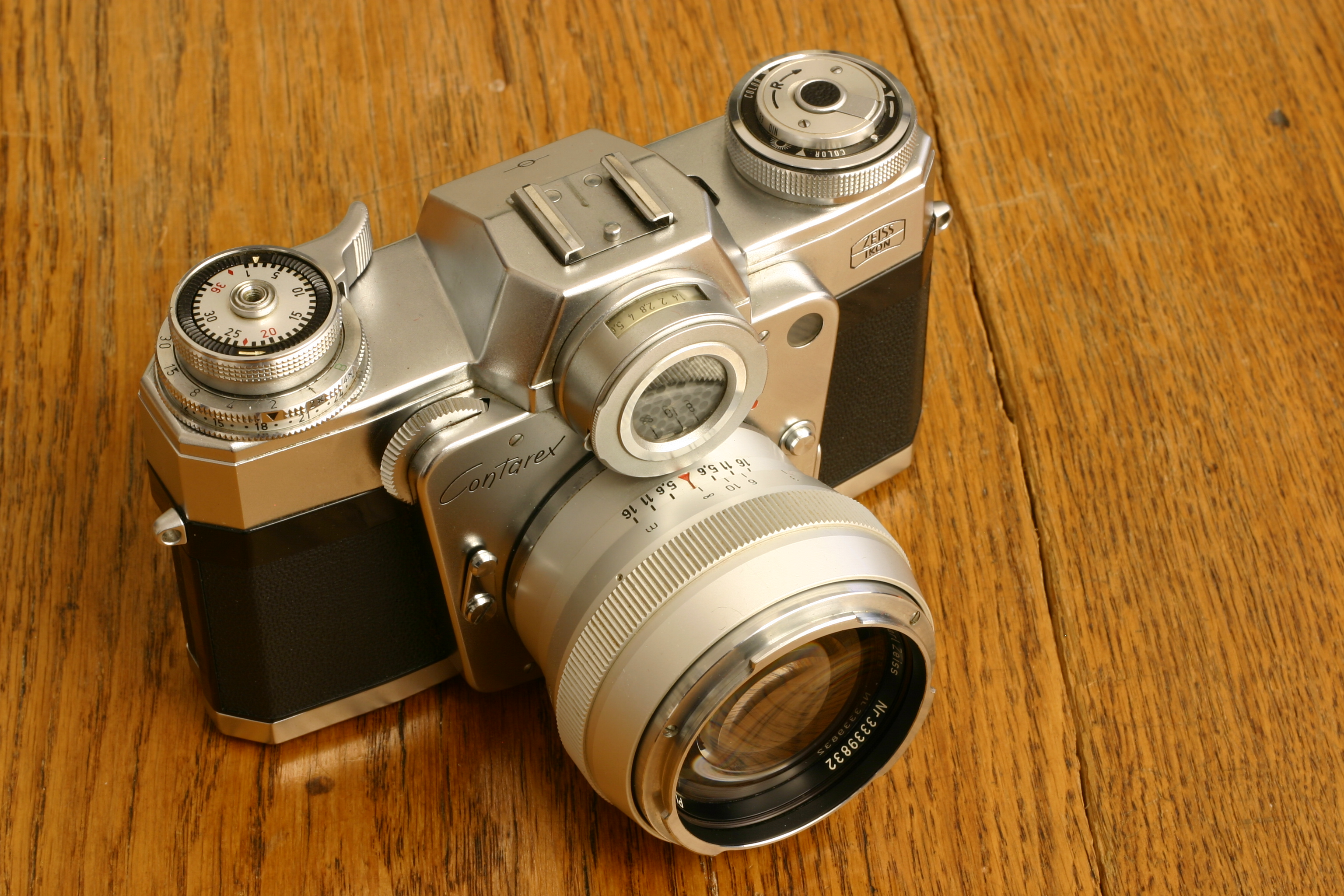
Un reflex semi-automatique Zeiss Ikon Contarex (1959-1970)

- Zeh : Paul Zeh, Zeh-Camera-Fabrik (Dresde,  Allemagne)
- Zeiss : Carl Zeiss Jena (Iéna,  Allemagne)
- Zeiss Ikon A.G. (Dresde, Stuttgart et Berlin,  Allemagne)
- Zenit : sous-marque de K.M.Z. (Krasnogorsk,  Russie)
- Zion : Edmond Zion (Paris,  France)
- Zion : Joseph Zion (7 rue de Jouy - Paris,  France)
- Zorki : sous-marque de K.M.Z. (Krasnogorsk,  Russie)